# نوروز
نوروز نخستین روز سال خورشیدی برابر با یکم فروردین، جشن آغاز سال نوی پارسی و یکی از کهن‌ترین جشن‌های به جا مانده از دوران ایران باستان است. خاستگاه نوروز در ایران باستان است و در مناطق وسیعی در آسیا و دیگر نقاط جهان جشن گرفته می‌شود. زمان برگزاری نوروز، اعتدال بهاری و در آغاز فصل بهار است. نوروز، با عنوان رسمی «روز بین‌المللی نوروز»، توسط یونسکو به عنوان میراث فرهنگی و معنوی بشر به ثبت جهانی رسیده است.
نوروز به عنوان یک جشن قدیمی و کهن از ایران باستان به ارث رسیده است و از آن به عنوان نماد پیونددهنده افراد و اقوام ایران‌زمین و ملت ایران یاد می‌شود. ایرانیان نوروز را آغازگر رستاخیز طبیعت، گاه رویش و زایش باغ و بوستان می‌دانند و بر این باور هستند که در نوروز، همزمان با طبیعت، باید روزگار نو و جدیدی را با روان و نگرش نو، در تن‌پوش تازه‌ای آغاز کنند. این روز همچنین یکی از روزهای مقدس و اعیاد مذهبی زرتشتیان و بهاییان به‌شمار می‌رود.

## زمان نوروز

وضعیت تابش خورشید و برابری روز و شب در اعتدال بهاری

جشن نوروز با تحویل سال یا لحظهٔ برابری اعتدال بهاری آغاز می‌شود؛ لحظه‌ای که خورشید در سیر ظاهری خود در ابتدای برج حمل، از استوای زمین گذشته و برابری روز و شب رخ می‌دهد. در گاه‌شماری هجری خورشیدی، لحظهٔ تحویل سال، تعیین‌کنندهٔ نخستین روز (هرمز روز یا اورمزد روز) از ماه فروردین است. چنانچه آغاز سال، قبل از ظهر و در نیمهٔ اول شبانه‌روز تحویل شود، همان روز نوروز است و اگر تحویل سال بعد از ظهر باشد، فردای آن روز، نوروز است. نوروز در تقویم میلادی در بیشتر سال‌ها با ۲۱ و گاهی ۲۰ و به‌ندرت ۲۲ مارس مطابقت دارد.
در ایران که گاه‌شماری هجری خورشیدی به کار برده می‌شود، نوروز، روز آغاز سال نو است. اما در کشورهای آسیای میانه و قفقاز، تقویم میلادی متداول است و نوروز به عنوان آغاز فصل بهار جشن گرفته می‌شود و روز آغاز سال به‌شمار نمی‌رود.

## واژهٔ نوروز
واژه نوروز، از فارسی میانه nwklwc (آوانویسی: nōgrōz) و برگرفته از زبان اوستایی است. مورخان، معادل اوستایی آن را navaka raocah حدس می‌زنند.
امروزه این واژه به‌طور عام به اعتدال بهاری و آغاز سال نو اطلاق می‌شود اما در معنای خاص، برای ششمین روز فروردین (با نام «روز خرداد») به‌کار می‌رود.
ایرانیان باستان از نوروز با عنوان «ناوا سرِدا» به معنی سال نو یاد می‌کردند. مردمان ایرانی آسیای میانه مانند سغدیان و خوارزمیان، نوروز را نوسارد و نوسارجی، به معنای سال نو می‌نامیدند.
در متن‌های گوناگون لاتین، بخش نخست واژه نوروز با املای No, Now, Nov وNew Naw و بخش دوم آن با املای Ruz, Rooz و Rouz نوشته شده است. در برخی از موارد، این دو بخش پشت سر هم و در برخی نیز با فاصله نوشته می‌شوند.
در کشورهای مختلف تلفظ نوروز متفاوت است. در شهر لکنو هند که هر ساله نوروز برگزار می‌شود و هفته‌نامه‌ای هم با نام نوروز دارد آن را به صورت Nauroz تلفظ می‌کنند که به تلفظ لهجه دری نزدیک است.
به باور احسان یارشاطر، بنیان‌گذار دانشنامه ایرانیکا، نگارش این واژه در الفبای لاتین با توجه به قواعد آواشناسی، به شکل Nowruz توصیه می‌شود. (که البته وی تلفظ فارسی ایران را مبنا قرار داده است) این شکل از املای واژه نوروز، هم‌اکنون در نوشته‌های یونسکو و بسیاری از متون سیاسی به کار می‌رود.
نوروز در فارسی میانه /no:g ro:z/ بوده است. در فارسی ایران این واژه به صورت [nou̯ɾu:z] (در گفتار عامیانه، [no:ɾu:z])، در فارسی افغانستان به صورت [næu̯ɾo:z] و در فارسی تاجیکی به صورت [næu̯ɾʉz] یا [næu̯ɾɵz] تلفظ می‌شود (تلفظ‌ها به آی‌پی‌ای هستند).

## پیشینه
منشأ و زمان پیدایش نوروز، به درستی معلوم نیست. برخی از روایت‌های تاریخی، آغاز نوروز را به بابلیان نسبت می‌دهد. بر طبق این روایت‌ها، رواج نوروز در ایران به سال ۵۳۸ (قبل از میلاد) یعنی زمان حمله کوروش بزرگ به بابل بازمی‌گردد.

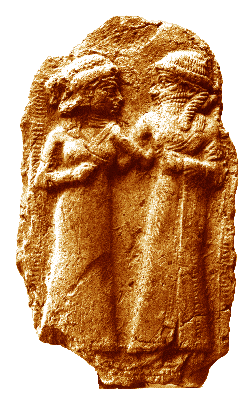
نقش برجسته‌ای از ازدواج دموزی (ایزدگیاهی در اسطوره سومری) با اینانا (الههٔ باروری). به نظر می‌رسد دو روایت ایرانی (داستان سیاوش) و هندی (اسطوره رام و سیتا) خود با روایت کهنِ بین‌النهرینی دموزی و اینانا مربوط هستند و ارتباط فرهنگی کلّ منطقه را گزارش می‌دهد.

مردم بابل روز اول سال (عموماً در اعتدال بهاری برابر با ۲۱ مارس) را جشن می‌گرفتند. این زمان برابر با بیداری طبیعت است. از لوحه‌ها چنین بر می‌آید که این جشن تقریباً از ۲۳۴۰ سال، پیش از میلاد، شناخته شده بود.
مری بویس معتقد است که ایرانیان از دیرباز، بر اساس آیین میتراییسم، جشن‌های بزرگی چون جشن‌های بهاره و پاییز(مهرگان) را برگزار می‌کرده‌اند ولی شکوه جشن بهاره بابلیان، ممکن است موجب رهنمود ایرانیان به برگزاری جشن سال نو در این ایام شده باشد.
عید آغاز سال در بین‌النهرین (بابل و آشور) و همچنین در عیلام در اصل بازگشت ایزدِ شهیدشونده، دُموزی بود که معتقدان نظر داشتند او هر ساله می‌میرد و بار دیگر به حیات برمی‌گردد. مرگ او مرگ جهان گیاهان و حیات دوبارهٔ او حیات دوبارهٔ جهان گیاهی بود. سپس در پی عزاداری‌هایی که برای ایزدِ شهیدشونده به عنوان مظهر برکت و زندگی و مرگ جهان گیاهی انجام می‌شد، اشک‌های بسیاری ریخته‌می‌شد که این اشک‌های ریخته‌شده نماد باران و نوعی جادوی باران‌آوری و آب بودند. در پی این عزاداری و اشک ریختن‌ها بود که ایزدِ به شهادت رفته بار دیگر در روز نوروز زنده می‌شد و زندگی از سر می‌گرفت.
فینیقی‌ها در آغاز بهار مراسمی داشتند به نام مراسمِ آدونیس بود. آدونیس یک روح گیاهی است که مرگ و بازگشت او به زندگی، معرف خواب طبیعت در زمستان و احیای آن در بهار است. آدونیس از درختی به دنیا آمد و مردم روغن آن درخت را در جشن مربوط به روز سال که اول اعتدال ربیعی بوده به کار می‌بردند. از مشخصات جشن کاشت بذرهای سبز در ظرف‌های گلدان بود. این رسم هنوز در بین مسیحیان قبرسی معمول است. مردم، این ظرف‌های سبز را باغ‌های آدونیس می‌نامیدند. سپس بعد از چند روز سوگواری، این سبزه‌ها را به دریاها یا آب‌های روان می‌انداختند. غرض اصلی از این تشریفات تحریک باروری زمین و رشد نباتات بوده است و مقصود از به آب انداختن سبزی‌ها تأمین باران بوده است. همچنین در برخی از روایت‌ها، از زرتشت به‌عنوان بنیان‌گذار نوروز نام برده شده است.

### در اسطوره‌ها

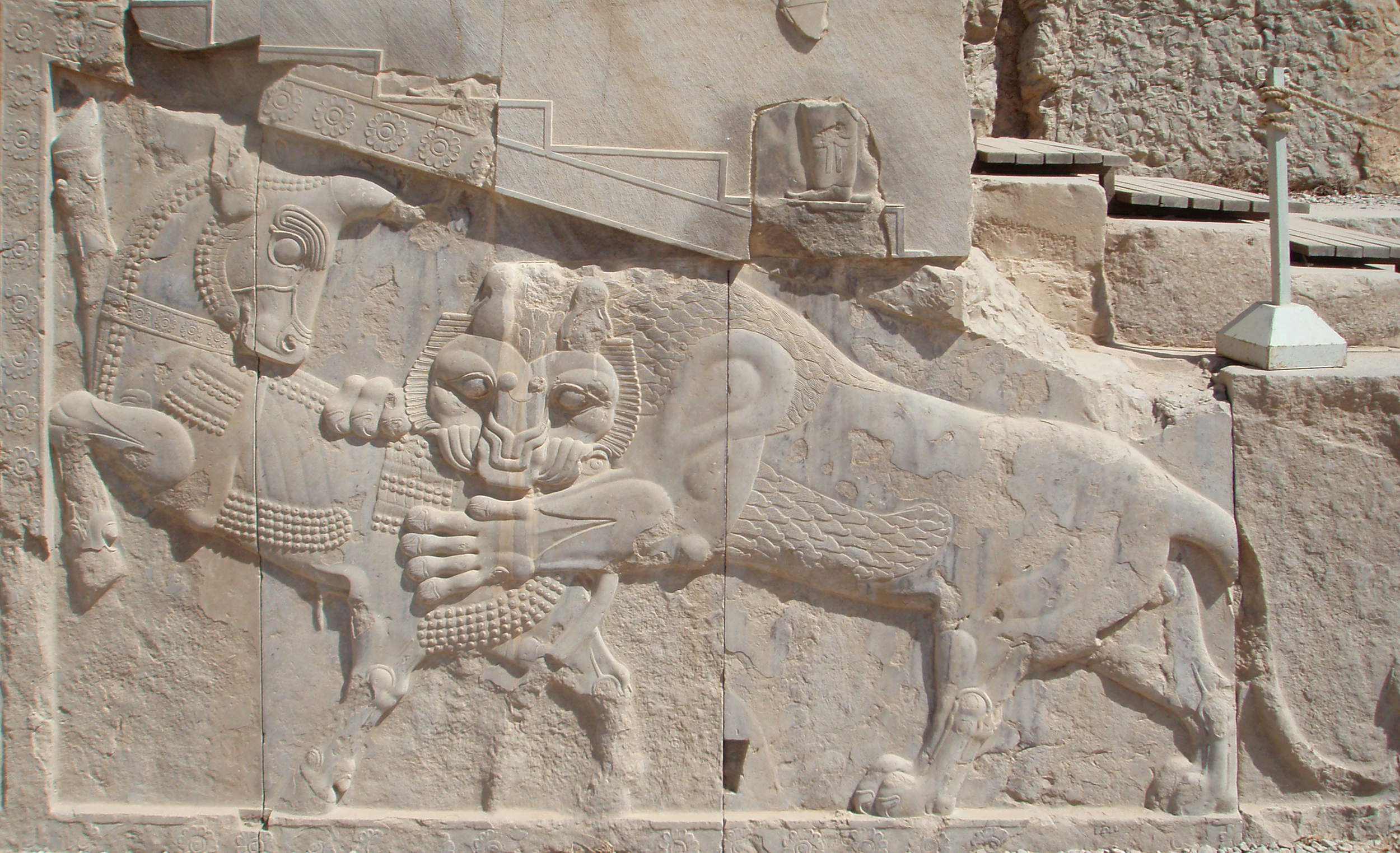
سنگ‌نگاره‌ای در تخت جمشید که نمادی از نوروز زرتشتیان را نشان می‌دهد. در اعتدال بهاری در روز نخست نوروز، نیرو و توان شیر و گاو در حال نبرد برابر است. شیر نماد ایزد مهر یا خورشید و گاو نماد زمین است.

در برخی از متن‌های کهن ایران از جمله شاهنامۀ فردوسی و تاریخ طبری، جمشید و در برخی دیگر از متن‌ها، کیومرث به عنوان پایه‌گذار نوروز معرفی شده است.
پدیدآوری نوروز در شاهنامه، بدین گونه روایت شده است که: جم(یما) در حال گذشتن از آذربایجان، بر روی ارگ جمشید (تخت جمشید) فرود آمد و با تاجی زرین بر روی تخت نشست با رسیدن نور خورشید به تاج زرین او، جهان نورانی شد و مردم شادمانی کردند و آن روز را روز نو و جم را جمشید نامیدند.
مهم‌ترین چهره‌های اسطوره‌ای مانند جمشید، سیاوش و کیخسرو پیوندی نزدیک با نوروز دارند. نوروز روز پیروزی بزرگ جمشید بر دیوان است که نماد پلیدی‌هایی چون سرما، تاریکی، جهالت و خشونت بودند. عروج جمشید و عروج کیخسرو در این روز اتفاق افتاد که تفاسیر گوناگونی را به همراه دارد. در این روز جمشید جهان غیب را در جام جهان‌نما مشاهده کرد. همان جامی که در آن کیخسرو جای بیژن را مشاهده کرد و رستم را به دنبال او فرستاد. اما حکایت دگردیسی و بازآفرینی سیاوش، حکایتی ویژه است که با روایت‌هایی مانند آدونیس، پرسفون، ازیریس یا تمرز قابل مقایسه است.

### در زمان سلسلۀ هخامنشیان

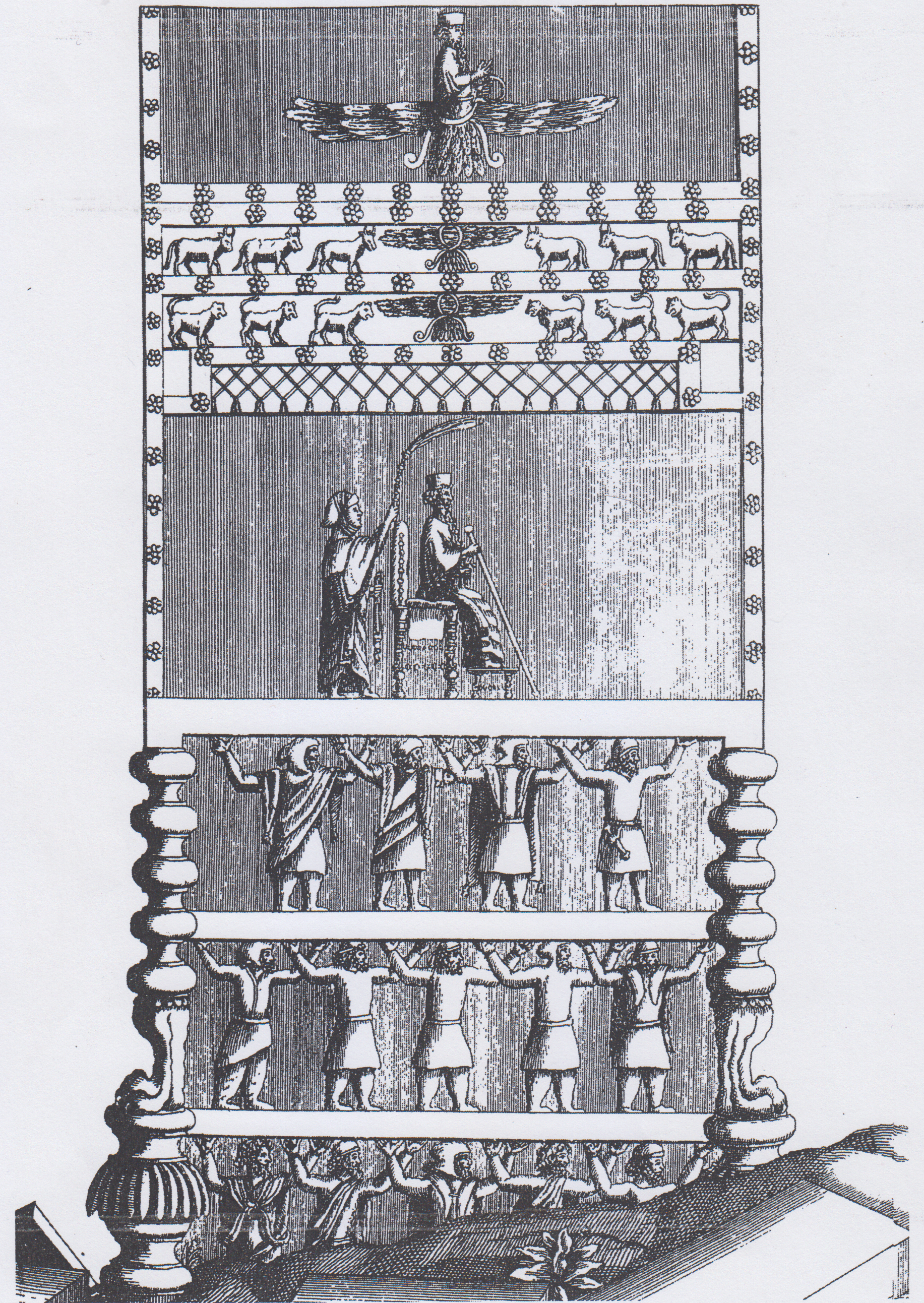
تخت بران در کتاب ژ شاردن (آمستردام ۱۷۳۵)

در سنگ‌نوشته‌های به‌جا مانده از دوران هخامنشیان، به‌طور مستقیم اشاره‌ای به برگزاری نوروز نشده است. اما بررسی‌ها بر روی این سنگ‌نوشته‌ها نشان می‌دهد که هخامنشیان با جشن‌های نوروز آشنا بودند.
برخی گمان دارند که کوروش بزرگ، نوروز را در سال ۵۳۸ (پیش از میلاد)، جشن ملی اعلام کرد و در این روز برنامه‌هایی برای ترفیع سربازان، پاکسازی مکان‌های همگانی و خانه‌های شخصی و بخشش محکومان اجرا می‌نمود. با این گمان، این آیین‌ها در زمان دیگر پادشاهان هخامنشی نیز در بازهٔ زمانی میان ۲۱ اسفند تا ۱۹ اردیبهشت برگزار می‌شده. گفته می‌شود که در زمان داریوش یکم، مراسم نوروز باشکوهانه در تخت جمشید برگزار می‌شده. داریوش اول هخامنشی سکه‌ای از جنس طلا ضرب نمود که در یک سوی آن سربازی در حال تیراندازی نشان داده شده است و گمان می‌رود که به مناسبت نوروز سال ۴۱۶ (قبل از میلاد) بوده باشد.
برخی از پژوهشگران (هرتسفلد، کرفتر، اردمن، گیرشمن و پرادا) مدعی هستند که تخت جمشید برای انجام مراسم نوروز ساخته شده است؛ در حالی دیگر پژوهشگران (نیلاندر، کامایر، موسوی) هرگونه مدرکی برای جشن گرفتن نوروز در دوره هخامنشی را انکار می‌کنند.

### در زمان اشکانیان و ساسانیان
āmad nōg rōz ud nōg *šādī. āmad nōg rōz, awar-ā nōg *šādīh. āhār winnār ī zīndagān purr šādī
به فارسی نوین:
در زمان اشکانیان و ساسانیان نیز نوروز گرامی داشته می‌شد. در این دوران، جشن‌های متعددی در طول یک سال برگزار می‌شد که مهم‌ترین آن‌ها نوروز و مهرگان بود. برگزاری جشن نوروز در دوران ساسانیان، چند روز (دست کم شش روز) طول می‌کشید و به دو دوره نوروز کوچک و نوروز بزرگ تقسیم می‌شد. نوروز کوچک یا نوروز عامه به مدت پنج روز، از یکم تا پنجم فروردین گرامی داشته می‌شد و روز ششم فروردین (خرداد روز)، جشن نوروز بزرگ یا نوروز خاصه برپا می‌شد.
ابوریحان بیرونی در آثارالباقیه تمایز نوروز کوچک و نوروز بزرگ را در عدم احتساب کبیسه می‌داند. شواهدی وجود دارد که در دوران ساسانی سال‌های کبیسه رعایت نمی‌شده است. روز برگزاری مراسم نوروز در هر دوره ۴ ساله، یک روز از موعد اصلی خود (آغاز برج حمل) عقب می‌ماند و در نتیجه زمان نوروز در این دوران همواره ثابت نبود و در فصل‌های گوناگون سال جاری بود.
در هر یک از روزهای نوروز عامه، طبقه‌ای از طبقات مردم (دهقانان، روحانیان، سپاهیان، پیشه‌وران و اشراف) به دیدار شاه می‌آمدند و شاه به سخنان آن‌ها گوش می‌داد و برای حل مشکلات آن‌ها دستور صادر می‌کرد. در روز ششم، شاه حق طبقات گوناگون مردم را ادا کرده بود و در این روز، تنها نزدیکان شاه به حضور وی می‌آمدند.
اردشیر بابکان، بنیان‌گذار سلسله ساسانیان، در سال ۲۳۰ میلادی از دولت روم که از وی شکست خورده بود، خواست که نوروز را در این کشور به رسمیت بشناسند. این درخواست مورد پذیرش سنای روم قرار گرفت و نوروز در قلمرو روم به Lupercal معروف شد.
در دوران ساسانیان، ۲۵ روز پیش از آغاز بهار، در دوازده ستون که از خشت خام برپا می‌کردند، انواع حبوبات و غلات (برنج، گندم، جو، نخود، ارزن، و لوبیا) را می‌کاشتند و تا روز شانزدهم فروردین آن‌ها را پابرجا نگه می‌داشتند. هر کدام از این گیاهان که بارورتر شود، در آن سال محصول بهتری خواهد داد. در این دوران، همچنین متداول بود که در بامداد نوروز، مردم به یکدیگر آب بپاشند. از زمان هرمز اول مرسوم شد که مردم در شب نوروز آتش روشن نمایند. همچنین از زمان هرمز دوم، رسم دادن سکه در نوروز به‌عنوان عیدی متداول شد.

### پس از اسلام

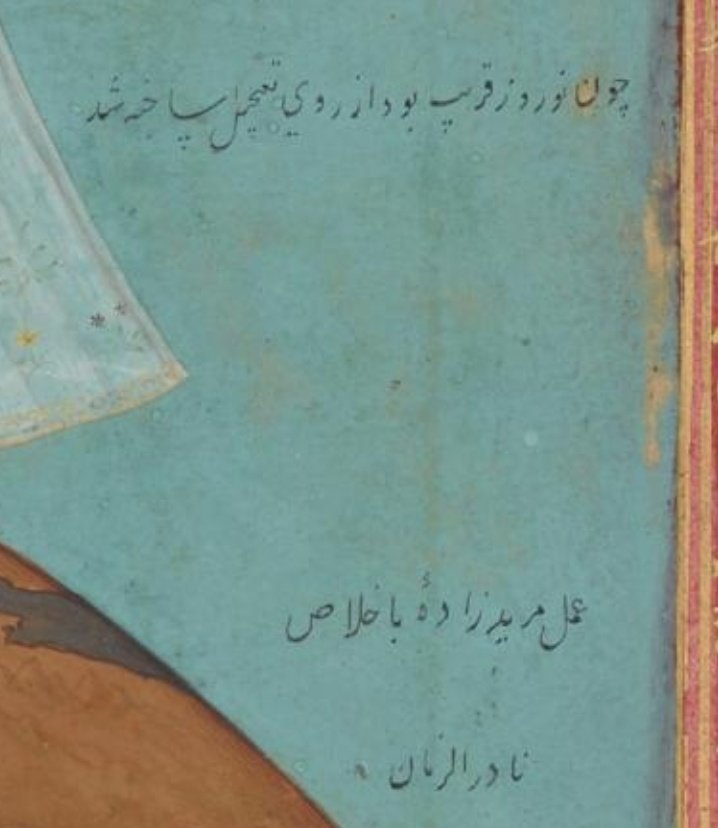
بخشی از نقاشیِ جهانگیرشاه و شاه‌عباس صفوی که توسط نقاش هندی به نام ابوالحسن کشیده شده است و در متن می‌گوید که چون نوروز نزدیک بوده، نقاشی را به تعجیل کشیده. (نقاشی کامل در این پیوند[//commons.wikimedia.org/wiki/File:Abu%27l_-_The_St._Petersburg_Album-_Allegorical_representation_of_Emperor_Jahangir_and_Shah_-_Google_Art_Project.jpg])

در میان همهٔ جشن‌هایی که پس از اسلام در ایران به دلیل بی‌توجهی فرمانروایان و مخالفت اسلام‌گرایان به فراموشی سپرده شدند، نوروز توانست جایگاه خود را به عنوان جشنی ملی در ایران حفظ کند. دلیل پایدار ماندن نوروز در فرهنگ ایرانی را می‌توان پیوند عمیق آن با آیین‌های ایرانی، تاریخ این کشور، و حافظه فرهنگی ایرانیان دانست.
ابونواس، شاعر قرن دوم هجری، در یکی از فارسیاتِ (شعر عربی‌ای که دارای واژگان و عبارت‌های فارسی است) خود سروده است:
| لوقته الکرّار |  | والنُکرون الکبار |

واژهٔ نُکرون، مصحفِ نُگروز است که در فارسی نو به تلفظ نوروز رسیده است. همچنین در بیتی دیگر سروده:
مهرجان معرب مهرگان است و نُکروز همان نُگروز است که در فارسی نو به تلفظ نوروز رسیده است. گفته می‌شود که عرب‌های فاتح ایران، پایتخت شاهنشاهی ساسانی را در روز نوروز تسخیر کردند. پس از آن، آن‌ها مالیات سنگینی بر برگزاری دو جشن نوروز و مهرگان وضع کردند. خلفای دو پادشاهی امویه و عباسی نیز این رویه را ادامه دادند، اگرچه بعدها خود آنها، در جشن نوروز شرکت کردند و آن را گرامی داشتند. از برگزاری آیین‌های نوروز در زمان امویان نشانه‌ای در دست نیست. در دوره عباسیان، به گفتهٔ تاریخ طبری، معتضد، مردم بغداد را از برافروختن آتش در روز نوروز و پاشیدن آب بر روی عابران بر حذر داشت ولی پس از نگرانی از احتمال آشوب مردم، فرمان خود را پس گرفت. خلیفه‌های فاطمی نیز چندین‌بار برافروختن آتش و آب‌پاشی در نوروز را ممنوع اعلام کردند. از نوشته‌های باقی‌مانده از سدهٔ چهارم هجری در بغداد، می‌توان پی برد که مردم در روزهای نوروز، لباس نو بر تن می‌کرده‌اند، به هم سیب هدیه می‌دادند، غذاهای ویژه می‌پختند و زنان نیز عطرهای ویژهٔ نوروزی خریداری می‌کردند. مسلمانان در این هنگام در کنار نامسلمانان شیره می‌نوشیدند و بر یکدیگر آب می‌پاشیدند. عباسیان گاهی برای پذیرش هدایای مردمی، از نوروز استقبال می‌کرده‌اند. با روی کار آمدن سلسله‌های طاهریان، سامانیان و آل بویه، جشن نوروز با گستردگی بیشتری برگزار شد. در این دوره‌ها، با فرارسیدن نوروز، شاعران دربار در ستایش آن شعر می‌سرودند و به شاه، فرارسیدن نوروز را شادباش می‌گفتند. بیهقی از شکوه مراسم نوروز در دربار غزنویان نوشته است و تعدادی از زیباترین آثار شعری از شاعران درباری‌ای چون فرخی، منوچهری، و سعد سلمان در ستایش نوروز سروده شده‌اند. نگاهی به تاریخ هند نشان می‌دهد که نوروز ریشه طولانی در فرهنگ این منطقه دارد، اما تنها از آغاز سلطنت حاکمان اسلامی در هند (زمان حکومت مغول‌ها) بر این سرزمین، نوروز شکوه جشنی ملی را داشته است. ابوالفتح جلال‌الدین محمد اکبر (۱۶۰۵–۱۵۴۲م) نقش مهمی در اشاعه فرهنگ ایرانی در سرزمین هند داشت. او در سال ۹۹۲ هجری (۱۵۸۴م)، تقویم اسلامی را منسوخ و تقویم خورشیدی ایرانیان را به جای آن رواج داد. اکبر بزرگ که زندگی‌نامه رسمی خود را به فارسی نوشته است، چنین توصیف می‌کند که با زنده کردن جشن‌های کهن که به مدت هزار سال از شیوع افتاده بود، شادی به خاطره‌های مکدر و غمگین بازگردانده شد. او در یادداشت‌های خود، دلیل این اقدام را ابتقای مرضیات الهی خوانده است. جشن‌های نوروز در سلطنت ۱۸ ساله جهانگیر، پسر اکبر شاه (۱۶۲۷–۱۶۰۵م) که بر هند و پاکستان حکومت می‌کرد، هر سال از ابتدای فروردین تا هجدهم جشن نوروز برپا می‌شد و روز نوزدهم با برگزاری «جشن شرف» پایان می‌یافت. بر اساس اسناد تاریخی موجود، نورجهان، ملکه ایرانی این دربار از منجمین می‌خواسته که رنگ مربوط به سال را به او بگویند تا دیوارها، پرده‌ها، فرش‌ها، لباس کنیزها و … را به همان رنگ تغییر دهد. در دربار پسر جهانگیر، یعنی شاه جهان، (۱۶۵۸–۱۶۲۸) که سازنده تاج محل است هم برگزاری نوروز ادامه یافت، اما نوروز در زمان محی الدین اورنگ زیب (جانشین شاه جهان)، که مسلمانی متعصب و مقتصد بود، متوقف شد. در دوران سلجوقیان، به دستور جلال‌الدین ملک‌شاه سلجوقی، تعدادی از ستاره شناسان ایرانی از جمله خیام برای بهسازی گاهشمار ایرانی گرد هم آمدند. این گروه، نوروز را در یکم بهار (ورود آفتاب به برج حمل) قرار دادند و جایگاه آن را ثابت نمودند. بر اساس این گاهشماری که به تقویم جلالی معروف شد، برای ثابت ماندن نوروز در آغاز بهار، مقرر شد که حدوداً هر چهار سال یک‌بار (گاهی هر پنج سال یک بار)، تعداد روزهای سال را به‌جای ۳۶۵ روز، ۳۶۶ روز در نظر بگیرند. این گاهشمار از سال ۳۹۲ هجری آغاز شد.

نوروز در دوران صفویان نیز برگزار می‌شد. در سال ۱۵۹۷ میلادی، شاه عباس صفوی، مراسم نوروز را در عمارت نقش جهان اصفهان برگزار نمود و این شهر را پایتخت همیشگی ایران اعلام نمود.

در برخی روایت‌های اسلام با نوروز مخالفت و در برخی دیگر به ویژه در آیین تشیع، به نوروز به عنوان روزی خجسته نگاه شده است و بر گرامی داشتن آن تأکید شده است. مثلاً در روایتی از دورهٔ صفوی آمده نوروز روز ظهور امام زمان است.

### نوروز در دورۀ صفویه

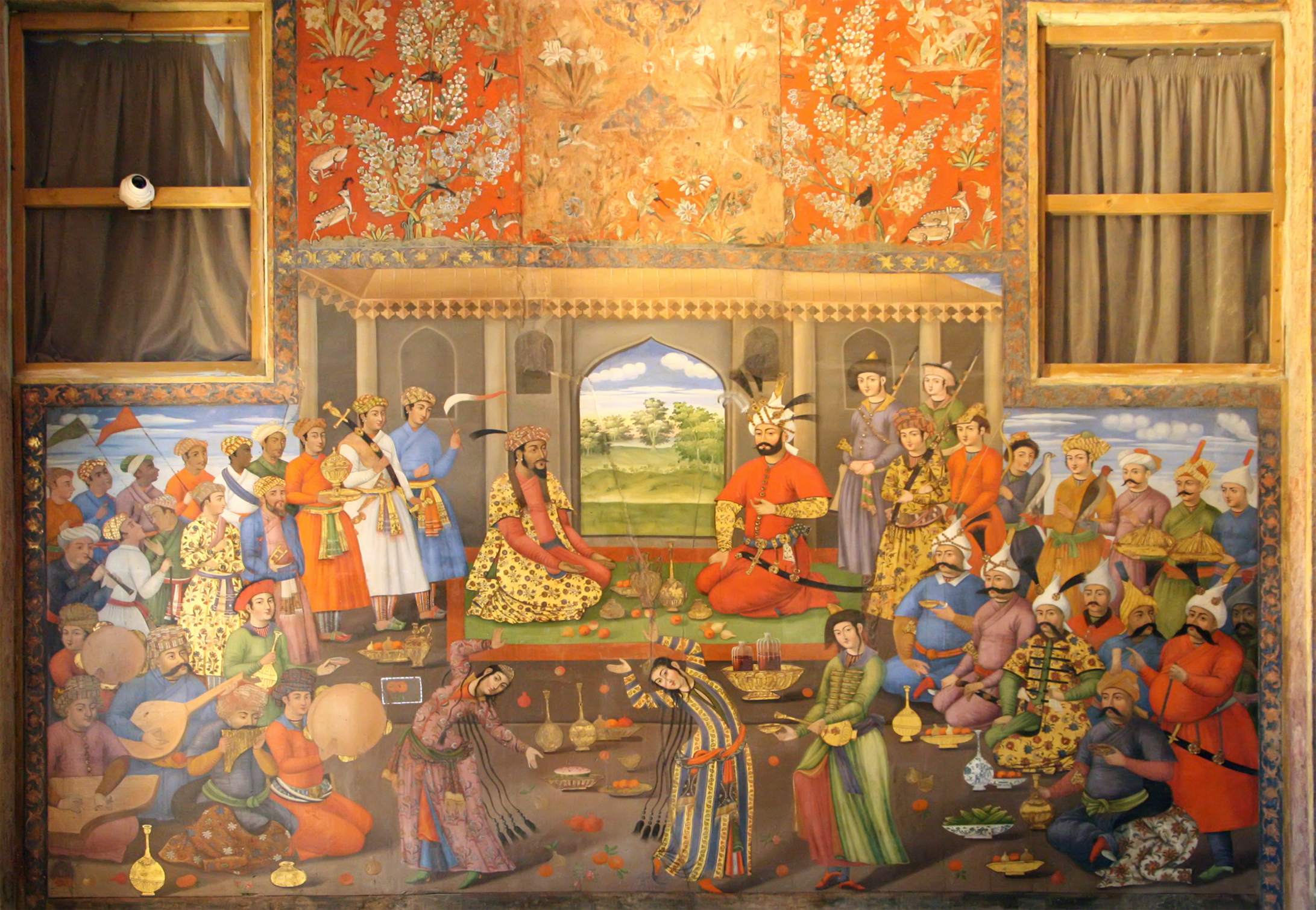
جشن نوروزی شاه طهماسب به افتخار همایون شاه هند

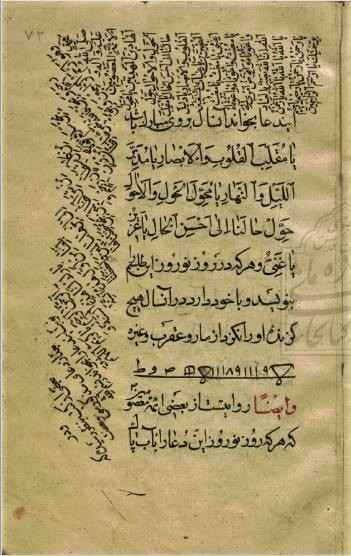
نوروزنامه، تألیف: ملا محمدجعفر سبزواری به درخواست شاه سلطان حسین صفوی، تاریخ کتابت: ۱۱۹۵ ه‍.ش (۱۲۳۲ ه‍.ق)

نوروز به‌طور مستمر در همه دوران تاریخی ایران کم و بیش برگزار می‌شده است اما در دوره بعد از اسلام در دوران صفویه به‌خصوص در دوران میانی صفویه این جشن نماد و سمبل ملی تر و درباری تری یافت. بعدها با نفوذ فقهای شیعی به دربار از اهمیت نمادهای ملی کاسته شد و فقاهت بر سمبل‌ها و نمادها چیره شد.
سفیر عثمانی که در سال ۱۷۲۱ به حضور شاه سلطان حسین رسیده بود نوروز را چنین توصیف می‌کند:
«آنها ارزش فراوانی برای نوروز قائل‌اند و آن را به نام عید بزرگ می‌نامند و استغفرالله آن را برتر و گرامی‌تر از عید رمضان و عید قربان می‌شمارند در هر ماهی که نوروز در آن باشد تا پایان آن ماه دست به کاری نمی‌زنند و در آن روز پیکر خود را به رخت‌های نو می‌آرایند و همگان از شاه و گدا از مرد و زن و دختر و پسر شب و روز با ذوق و شوق، خرمی و شادمانی می‌کنند».

### در دوران قاجار
دربار قاجار در آستانه عید نوروز تدارک ویژه ای برای برگزاری هرچه باشکوه تر مراسم عید نوروز می‌دید. مراسم اصلی «سلام نوروزی» بود که در سه بخش برگزار می‌شد. سلام عام تحویل، سلام عام تخت مرمر و سلام خاص سر در. یک روز پیش از عید از طرف رئیس تشریفات دربار علی‌خان ظهیرالدوله داماد شاه برای طبقات مختلف دعوتنامه فرستاده می‌شد و مدعوین بایستی یک ساعت قبل از تحویل حضور به هم رسانند. سلام عام نوروز در تخت مرمر واقع در کاخ گلستان اجرا می‌شد.

در کتاب سفرنامه پولاک در ایران دربارهٔ مراسم نوروز در دربار آمده است که نوروز در زیر آسمان شاد و زیبای ایران جشنی است برای شادی و شادکامی. نویسنده این کتاب در تشریح آئین‌های نوروزی به جشن «سلام نوروزی» در دربار می‌پردازد و می‌نویسد: بیست دقیقه پیش از تحویل سال شاه وارد می‌شود هنگام ورود به تالار یک خواجه و چند پیشخدمت به دنبال شاه هستند. او به طرف شاه نشینی که مخصوص او تهیه شده می‌رود. چهارزانو روی فرش ابریشمین می‌نشیند و راحت و آسوده به پشتی تکیه می‌دهد در هنگامی که تنها چند دقیقه به حلول سال نو باقی است، نظام العلما با محلول طلا بر کاسه‌ای چینی رقم سال نو و زیر آن آرزوی برکت را می‌نویسد، اکنون دیگر منجمین علامت می‌دهند و توپ شلیک می‌شود و منجم‌باشی رسماً به اطلاع شاه می‌رساند که سال نو آغاز شده است، بلافاصله روحانیون حاضر و صاحب‌منصبان بانگ مبارک باد برمی‌دارند. از طرف مستوفی‌الممالک کیسه‌های متعدد از سکه‌های جدید الضرب طلا و نقره تقدیم شاه می‌شود. شاه محتوی آن‌ها را روی یک سینی بزرگ نقره می‌ریزد آن‌ها را با هم مخلوط می‌کند و به هر یک از حاضران چندتایی از آن‌ها می‌دهد زیرا گرفتن سکه نو به هنگام تحویل سال میمنت دارد.

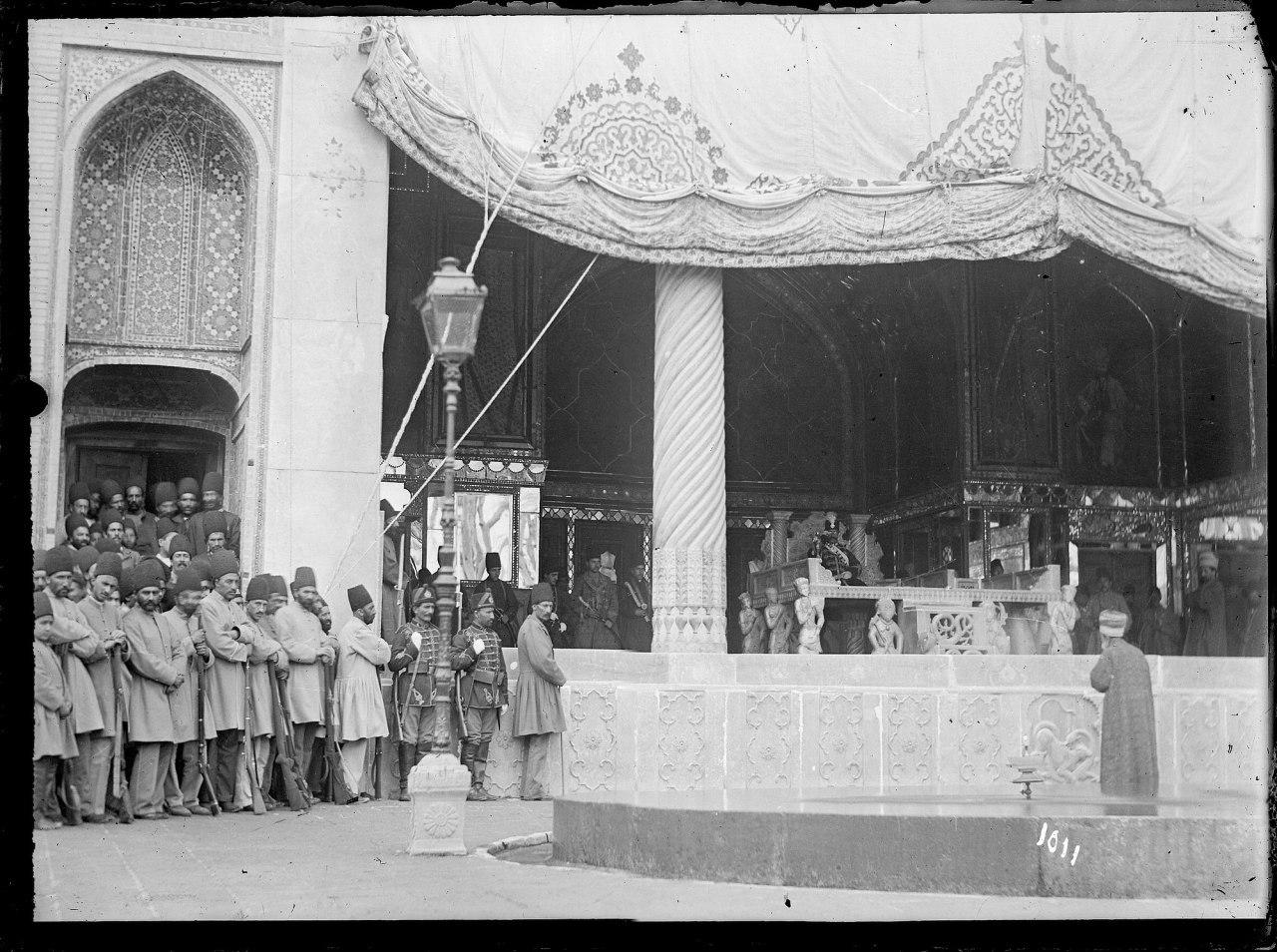
سلام اول فروردین ۱۲۷۱ خورشیدی. ناصرالدین شاه بر تخت مرمر جلوس کرده

### در دوران معاصر

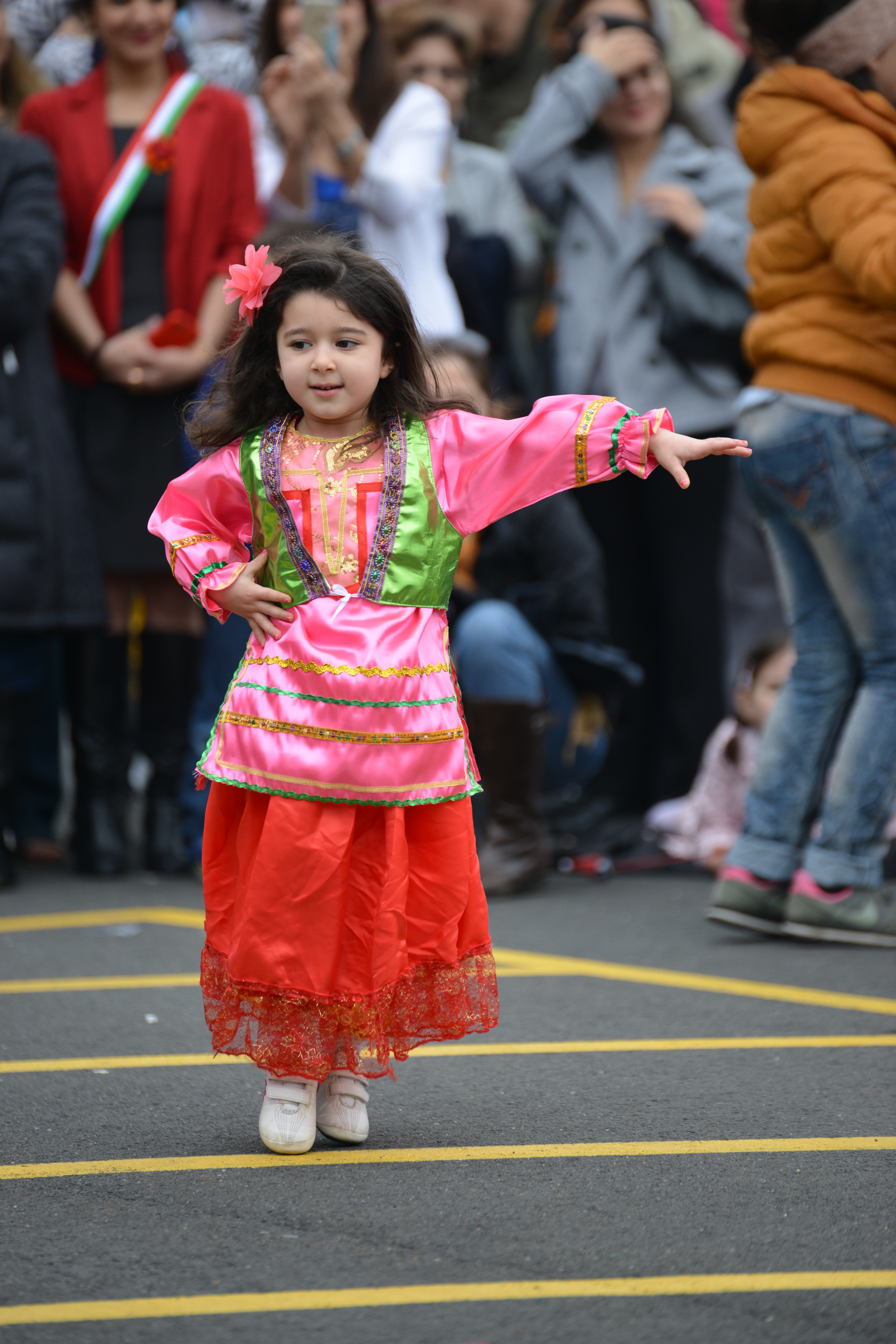
رقص دختربچه‌ای با لباس محلی در مراسمی خیابانی به مناسبت فرارسیدن نوروز در شهر واشینگتن، دی.سی.

پس از انقلاب ۱۳۵۷ ایران، گروهی از روحانیان شیعه به بدگویی از نوروز و مخالفت با آیین‌های آن پرداختند، اما هنگامی که دلبستگی شدید مردم به این جشن را به چشم دیدند، دم فروبستند.
تا قبل از فروپاشی اتحاد جماهیر شوروی تنها کشور جهان که نوروز را به عنوان جشن ملی در تقویم خود داشته است کشور ایران بود و البته افغانستان نیز به صورت متناوب این جشن را داشته است. اما با استقلال کشورهای آسیای میانه، ابتدا جمهوری قرقیزستان و آذربایجان و سپس سایر کشورها نوروز را جشن ملی خود اعلام کردند. نوروز به عنوان یک میراث فرهنگی و جشن ملی در دوران معاصر همواره مورد توجه مردم ایران قرار داشته و هر ساله برگزار می‌شود. البته برگزاری جشن نوروز به صورت آشکار در برخی از کشورها توسط برخی حکومت‌ها برای مدت زمانی ممنوع بوده است. حکومت شوروی برگزاری جشن نوروز را در برخی از کشورهای آسیای میانه مانند ترکمنستان، قرقیزستان و تاجیکستان ممنوع کرده بود و این ممنوعیت تا زمان میخائیل گورباچف ادامه داشت. با این وجود، مردم این مناطق نوروز را به‌گونهٔ پنهانی یا در روستاها جشن می‌گرفته‌اند. همچنین برخی از مردم این مناطق برای جلب موافقت مقامات محلی، نام دیگری بر روی نوروز می‌گذاشتند؛ به‌طور مثال در تاجیکستان، مردم با اطلاق «جشن لاله» یا جشن ۸ مارس سعی می‌کردند که آیین‌های نوروز را بدون مخالفت مقامات دولتی به جای آورند. همچنین در افغانستان، در دوران حکومت طالبان، برگزاری جشن نوروز ممنوع بود و این حکومت تنها تقویم هجری قمری را به رسمیت می‌شناخت. تا پیش از سال ۲۰۰۰ میلادی، نوروز در ترکیه (که توسط کردها برگزار می‌شود) ممنوع و غیرقانونی بود؛ در اغلب مواقع نوروز با بازداشت کردها توسط نیروهای امنیتی ترکیه‌ای همراه بود. در سال ۱۹۹۲ (میلادی)، دست کم ۷۰ کرد در درگیری با نیروهای امنیتی ترکیه کشته شدند. اگرچه امروزه دولت ترکیه نوروز را به عنوان جشن بهار ترکی (به ترکی استانبولی: Nevruz) جشن می‌گیرد، اما همچنان نوروز به مثابهٔ نمادی نیرومند از هویت کردهای ترکیه است. در سال‌های اخیر نوروز، به معنای واقعی کلمه، جهانگیر شده است. مجمع عمومی سازمان ملل در سال ۲۰۱۰ با تصویب قطعنامه‌ای ۲۱ مارس برابر با اول فروردین را روز جهانی نوروز اعلام کرد.

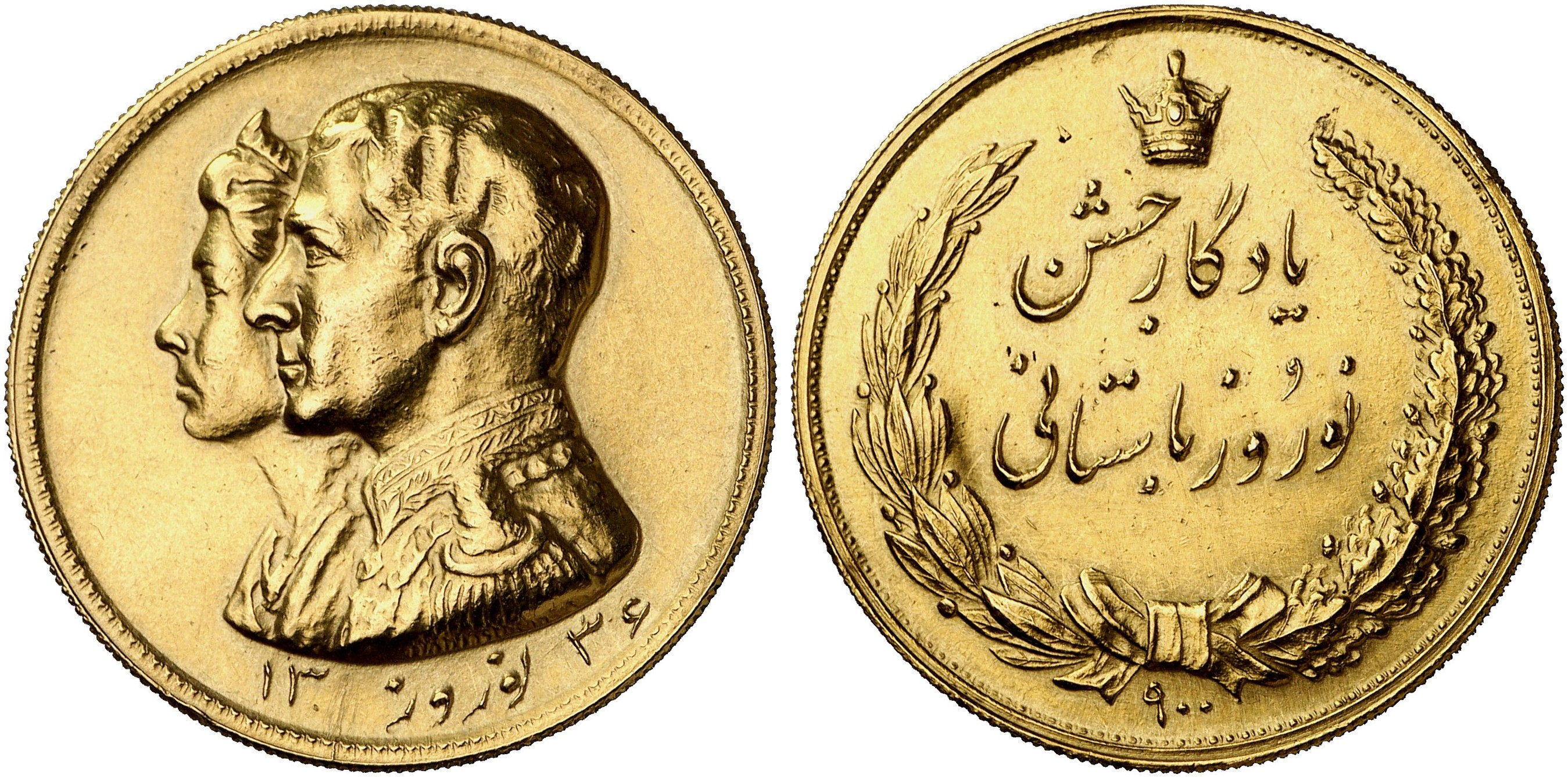
مدال طلای محمدرضا پهلوی و ثریا بمناسبت جشن نوروز

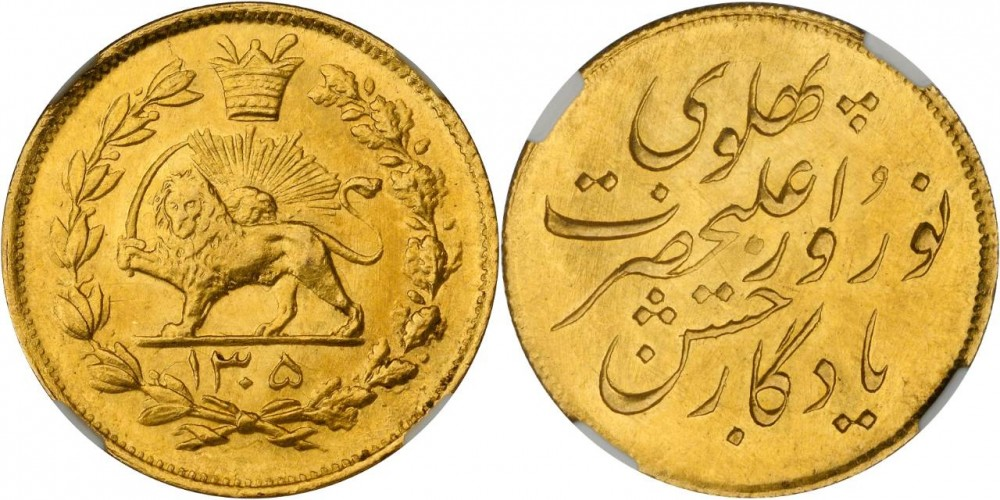
سکه یک تومانی رضا شاه پهلوی به مناسبت نوروز نخستین سکه رسمی است که در ایران برای بزرگداشت نوروز ضرب شده.

## جهانی شدن نوروز

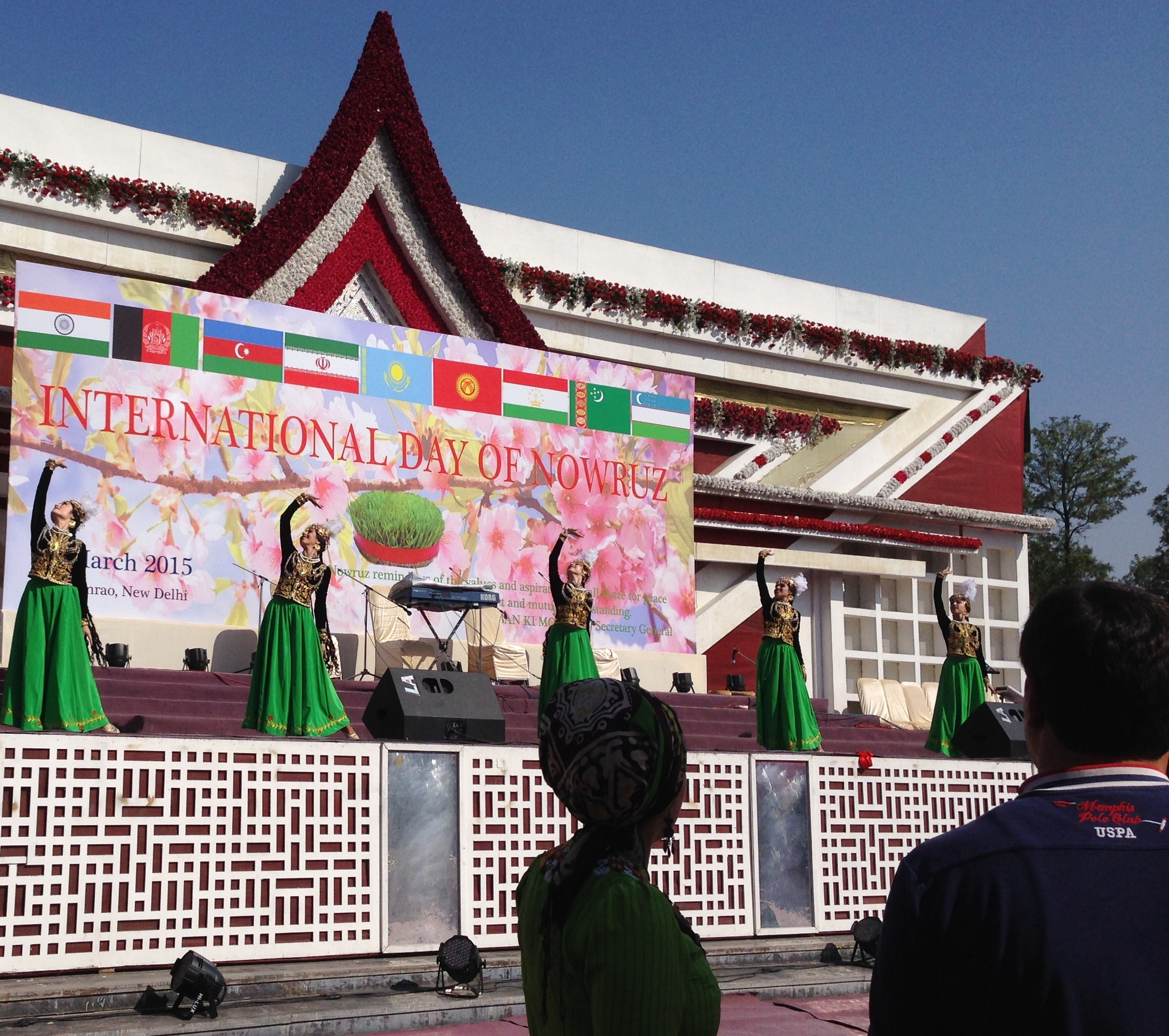
اولین فستیوال نوروز در دهلی نو ۱۳۹۴

بنا به پیشنهاد جمهوری آذربایجان، مجمع عمومی سازمان ملل روز نوروز، با ریشهٔ ایرانی را در تقویم خود جای داد.
در متن به تصویب رسیده ۴ اسفند ۱۳۸۸ (۲۳ فوریه ۲۰۱۰) توسط مجمع عمومی سازمان ملل، نوروز، ۲۱ ماه مارس جشنی با ریشه ایرانی که قدمتی بیش از ۳ هزار سال دارد و امروزه بیش از ۳۰۰ میلیون نفر آن را جشن می‌گیرند توصیف شده است.
پیش از آن در تاریخ ۸ مهر ۱۳۸۸ خورشیدی، نوروز به پیشنهاد ازبکستان توسط سازمان علمی و فرهنگی سازمان ملل متحد، به عنوان میراث معنوی، به ثبت جهانی رسیده‌بود. در ۷ فروردین ۱۳۸۹ نخستین دورهٔ جشن جهانی نوروز در تهران برگزار شد و این شهر به عنوان «دبیرخانهٔ نوروز» شناخته شد.
مجمع عمومی سازمان ملل متحد با تصویب قطعنامه‌ای روز ۲۱ مارس برابر با ۱ فروردین را در چارچوب ماده ۴۹ و تحت عنوان فرهنگ صلح به عنوان «روز جهانی نوروز» به تصویب رسانده و در تقویم خود جای داد، طی این اقدام که برای نخستین‌بار در تاریخ این سازمان صورت گرفت، نوروز ایرانی به‌عنوان یک مناسبت بین‌المللی به رسمیت شناخته شد.
نخستین بار، نوروز ۱۳۹۱ را در صحن عمومی سازمان ملل و یونسکو به میزبانی ایران جشن گرفتند. بان کی مون، دبیرکل سازمان ملل نیز پیامی بدین مناسبت صادر کرد.
در سال ۲۰۲۲ چند کشور که نوروز در آنها برگزار می‌شد از ۵ تا ۹ فروردین مسابقاتی با نام اولین دوره جام نوروز به میزبانی ازبکستان برگزار شد.

## جغرافیای نوروز
منطقه‌ای که در آن جشن نوروز برگزار می‌شد، امروزه شامل چند کشور می‌شود و همچنان در این کشورها جشن گرفته می‌شود. برخی آیین‌های نوروز در این کشورها با هم متفاوتند. برای نمونه در افغانستان سفره هفت‌میوه می‌چینند؛ اما در ایران سفره هفت سین می‌اندازند. شباهت و نزدیکی آیین‌های نوروز در جمهوری آذربایجان به آیین‌های نوروز ایران بیش از دیگر کشورهاست.
جغرافیای نوروز با نام نوروز یا مشابه آن، سراسر خاورمیانه، بالکان، قزاقستان، تاتارستان، در آسیای میانه چین غربی (ترکستان چین)، سودان، زنگبار، در آسیای کوچک سراسر قفقاز تا آستراخان و نیز آمریکای شمالی، هندوستان، پاکستان، بنگلادش، بوتان، نپال و تبت را شامل می‌شود.
کردها نیز این جشن را در فاصلهٔ میان ۱۸ تا ۲۱ مارس جشن می‌گیرند. در باورهای آئینی و اسطوره‌ای کردها جشن نوروز سالروز قیام کاوه آهنگر و پیروزی او بر ضحاک است. در هنگام نوروز، کردها با گردهمایی در بیرونِ شهرها، به استقبال بهار می‌روند. در این گردهمایی‌های نوروزی، زنان کرد لباس‌های رنگین پوشیده و شال‌های پرزرق و برق بر سر می‌نهند؛ مردان جوان کرد نیز پرچم‌های سبز و زرد و سرخ را برافراشته و با رقص و پایکوبی گرد آتش، نوروز را پاس داشته و زنده نگاه می‌دارند. همچنین نوروز در میان اعراب جنوب عراق رایج است و در روز نوروز آن‌ها به سبزه زارها و مناطق سر سبز می‌روند. به‌خصوص دیدار از ایوان مداین در این روز از جمله برنامه‌های اعراب جنوب و شرق عراق است. پارلمان عراق در مه ۲۰۲۴ روز ۲۱ مارس را به تعطیلات رسمی این کشور اضافه کرد و بدین ترتین نوروز علاوه بر کردستان عراق، در سراسر این کشور تعطیل رسمی به‌شمار می‌آید.

## نوروز در خارج از جغرافیای نوروز
ایرانیان بیرون از ایران به ویژه در اروپا و آمریکا و کانادا چند دهه است که جشن‌های نوروزی از جمله چهارشنبه‌سوری را به صورت گروهی برگزار می‌کنند.
از دوره بوش رؤسای جمهور آمریکا هر سال پیام نوروزی برای ایرانیان می‌فرستند. در روز چهارشنبه سوری ۱۳۹۳ برای اولین بار میشل اوباما در مراسم سفره نوروزی کاخ سفید سخنرانی کرد. و باراک اوباما در پیام خود گفت:
«با درود، نوروزتان مبارک و پیروز.

هفته پیش همسر من میشل کمک کرد تا در اینجا نوروز را جشن بگیریم.

این جشن بزرگداشتی بود برای فرهنگهای گوناگون، غذا، موسیقی و دوستی جوامع مهاجری که هر روزه خدمات فوق‌العاده‌ای در ایالات متحده ارائه می‌کنند در حالی که دور سفره هفت سین جمع می‌شوید، از تهران تا شیراز تا تبریز، از سواحل دریای کاسپین تا کرانه‌های خلیج فارس، برای برکت‌هایی که دارید شکرگزارید و به آینده می‌نگرید..»
در تاریخ ۳۰ مارس ۲۰۰۹ (۱۰ فروردین ۱۳۸۸)، پارلمان فدرال کانادا، اولین روز بهار هر سال را به عنوان نوروز (Nowruz Day)، عید ملی ایرانیان و بسیاری اقوام دیگر نامگذاری کرد.
در تاریخ ۲۴ فوریه ۲۰۱۰، سازمان ملل متحد با تصویب یک قطعنامه در مقر سازمان ملل متحد، عید نوروز را به عنوان روز بین‌المللی نوروز و فرهنگ صلح در جهان به رسمیت شناخت.

## جشن جهانی نوروز
در ۷ فروردین ۱۳۸۹ نخستین دورهٔ جشن جهانی نوروز در تهران برگزار شد و این شهر به عنوان «دبیرخانهٔ نوروز» شناخته شد. در این جشن، سران کشورهایی که نوروز را جشن می‌گیرند گردهم می‌آیند و این آیین باستانی را گرامی می‌دارند. هر ساله یکی از این کشورها، میزبان جشن جهانی نوروز است.

## تعطیلی
در ایران ۴ روز نخست فروردین که مصادف با شروع نوروز است، تعطیل رسمی می‌باشد. این تعطیلات برای مدارس تا سیزده نوروز ادامه دارد.
بخشنامه ۱۳۴۷ خورشیدی
در بخشنامه ۱۰۱۶ مورخ اول آبان ۱۳۴۷ به کلیه وزارتخانه‌ها و موسسات و بنگاه‌ها و شرکت‌های دولتی و وابسته به دولت و بر طبق تصمیم جلسه مورخ ۱۶ اسفند ۱۳۴۶ هیئت وزیران، در فهرست تعطیلات رسمی در ایران؛ روز اول و دوم فروردین تعطیلات رسمی اعلام شده بود.
تعطیلات نوروز اصلی‌ترین و طولانی‌ترین تعطیلات در جمهوری آذربایجان است در این کشور تعطیلات نوروز ۷ روز است و از ۲۰ مارس (۲۹ اسفند) تا ۲۶ مارس (۶ فروردین) ادامه دارد.

## آداب نوروز در سفرنامه شرق شناسان
- انگلبرت کمپفر که در دوره شاه سلیمان صفوی به ایران سفر کرده، در بخشی از سفرنامه خود دربارهٔ نوروز می‌نویسد: «نوروز از آداب و رسوم ایرانیان قدیم به جا مانده است و هنوز هم بزرگ‌ترین و درخشان‌ترین جشن ایرانیان به‌شمار می‌رود. همه در این روز لباس نو می‌پوشند. دوستان و آشنایان به دیدن یکدیگر می‌روند، مهمانی‌ها برپا می‌شود و به تفریح می‌پردازند.»

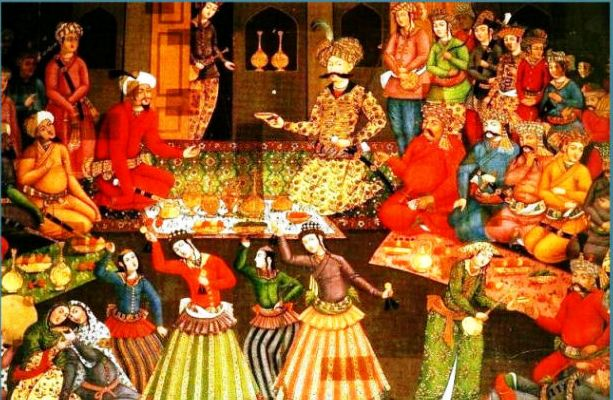
نوروز در زمان شاه عباسی در نقاشی

- خانم کارلا سرنا، علت برگزار نشدن عید و سلام نوروزی را چنین بیان کرده:

«شاه در این مورد نیز خواسته یا ناخواسته نظر «منجم باشی» را خواسته بود و او به علت نزدیکی ستاره‌ها (قران کواکب) یا قمر در عقرب بودن روز دوم نوروز را برای برگزاری مراسم سلام مناسب تشخیص داده بود.»
- جملی کرری می‌نویسد: «در نوروز بزرگان برای عرض تبریک به حضور شاه می‌رسند و نسبت به وسع و امکان خود سکه‌های زرین و هدایایی تقدیم می‌کنند. خان‌هایی که به علت دوری راه نتوانند به حضور شاه برسند، به وسیله چند تن از غلامان و کنیزان خود، که لباس فاخر بر تن می‌کنند، هدیه نوروزی خود را به پیشگاه شاه می‌فرستند. ایرانیان در این روز لباس نو می‌پوشند؛ زیرا معتقدند کسی که سال نو را با لباس کهنه آغاز کند، از خوشی‌های تازه سال جدید بی‌بهره خواهد ماند. از دیگر مراسم عید نوروز، یکی هم آماده کردن انواع غذاهای لذیذ در خانه‌ها و پذیرایی گرم از دوستان و آشنایان است.»

## آئین‌ها
نوروز مجموعه‌ای از جشن‌ها و مناسبت‌ها است. جشن‌های سال نو یا جشن‌های نوروزی در ایران برنامه‌های متعددی دارد که ابتدا با چهارشنبه‌سوری شروع می‌شود. بعد از جشن چهارشنبه سوری آخرین پنجشنبه رفتن به مزار و آرامگاه تازه درگذشتگان است. سومین برنامه که بیشتر در خراسان جنوبی رایج است مراسم الفه است. این مراسم نیز در آرامگاه‌ها و قبرستان‌ها یا مساجد برگزار می‌شود و بیشتر برای تکریم و احترام به مردگان است در این مراسم شیرینی و کیک‌های محلی (قطاب- نان شیری - گعک) به همراه سبزه در سفره گذاشته می‌شود.

### خانه‌تکانی
خانه‌تکانی یکی از آیین‌های نوروزی است که مردم برخی مناطقی که نوروز را جشن می‌گیرند به آن پایبندند. در این آیین، تمام خانه و وسایل آن در آستانه نوروز گردگیری، شستشو و تمیز می‌شوند. این آیین در کشورهای مختلف از جمله ایران، تاجیکستان و افغانستان برگزار می‌شود.

### افروختن آتش

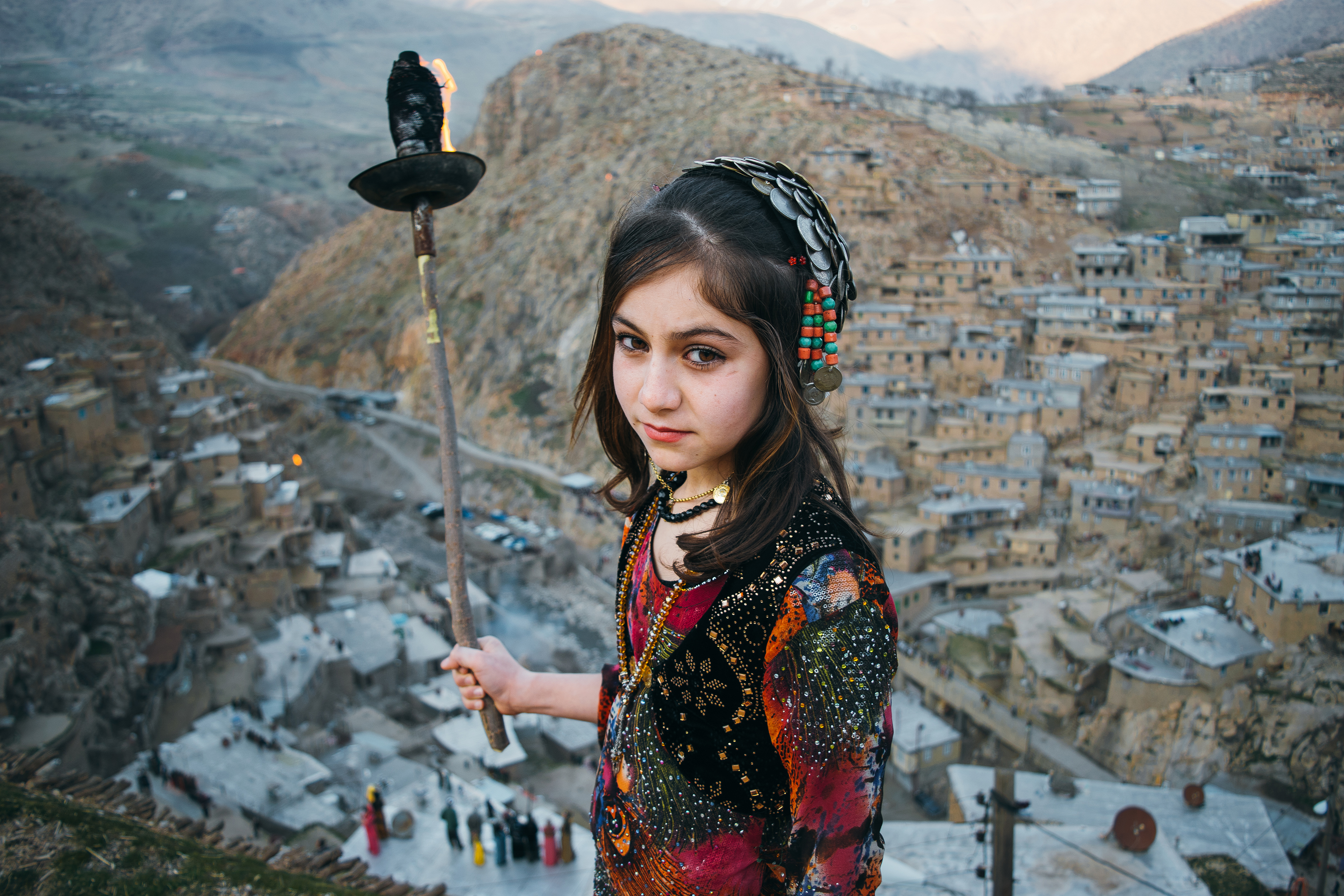
جشن نوروزی روستای پالنگان با چرخاندن مشعل‌ها و حرکت به بالای صخره‌های پشت روستای پالنگان توسط جوانان برگزار می‌شود. در این جشن مردم روستا با حضور بر بام خانه‌ها و با نواختن موسیقی‌های کردی و پوشیدن لباس‌های شاد و رنگارنگ به استقبال نوروز می‌روند.

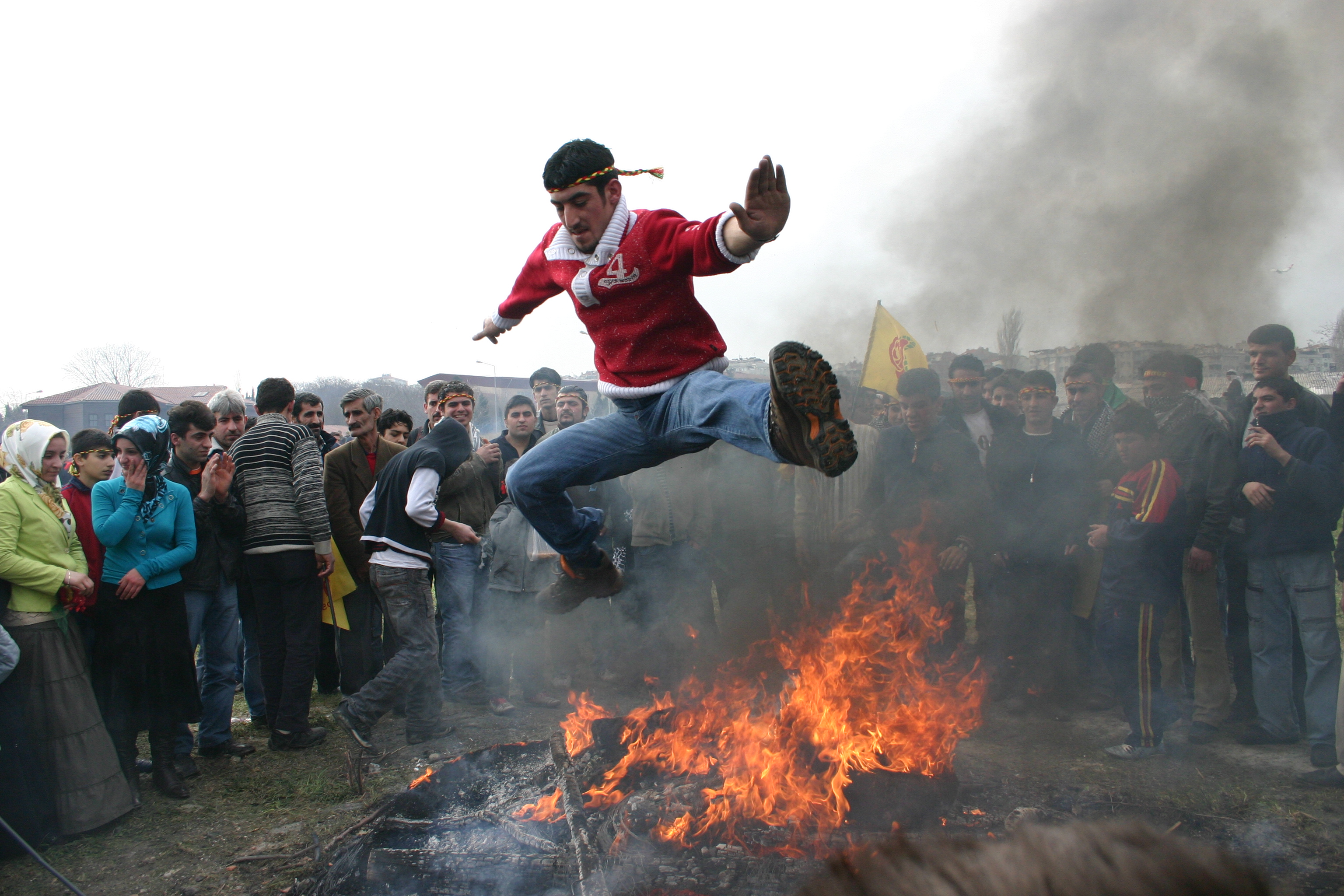
برگزاری مراسم آتش‌بازی در میان کردها در شهر استانبول، ترکیه

رسم افروختن آتش، از زمان‌های کهن در برخی مناطق علاقه‌مند به نوروز متداول شده است. در ایران، جمهوری آذربایجان و بخش‌هایی از افغانستان، این رسم به‌صورت روشن کردن آتش در شب آخرین چهارشنبه سال متداول است. این مراسم چهارشنبه‌سوری نام دارد. در کردستان در روز نوروز مراسم آتش نوروزی (به کردی ئاگر نه‌وروزی Agir Newrozî) انجام می‌شود. پریدن از روی آتش در ایام نوروز در ترکمنستان نیز رایج است.
همچنین رسم افروختن آتش در بامداد نوروز بر پشت بام‌ها در میان برخی از زرتشتیان (از جمله در برخی از روستاهای یزد در ایران) مرسوم است.

### سفره‌های نوروزی

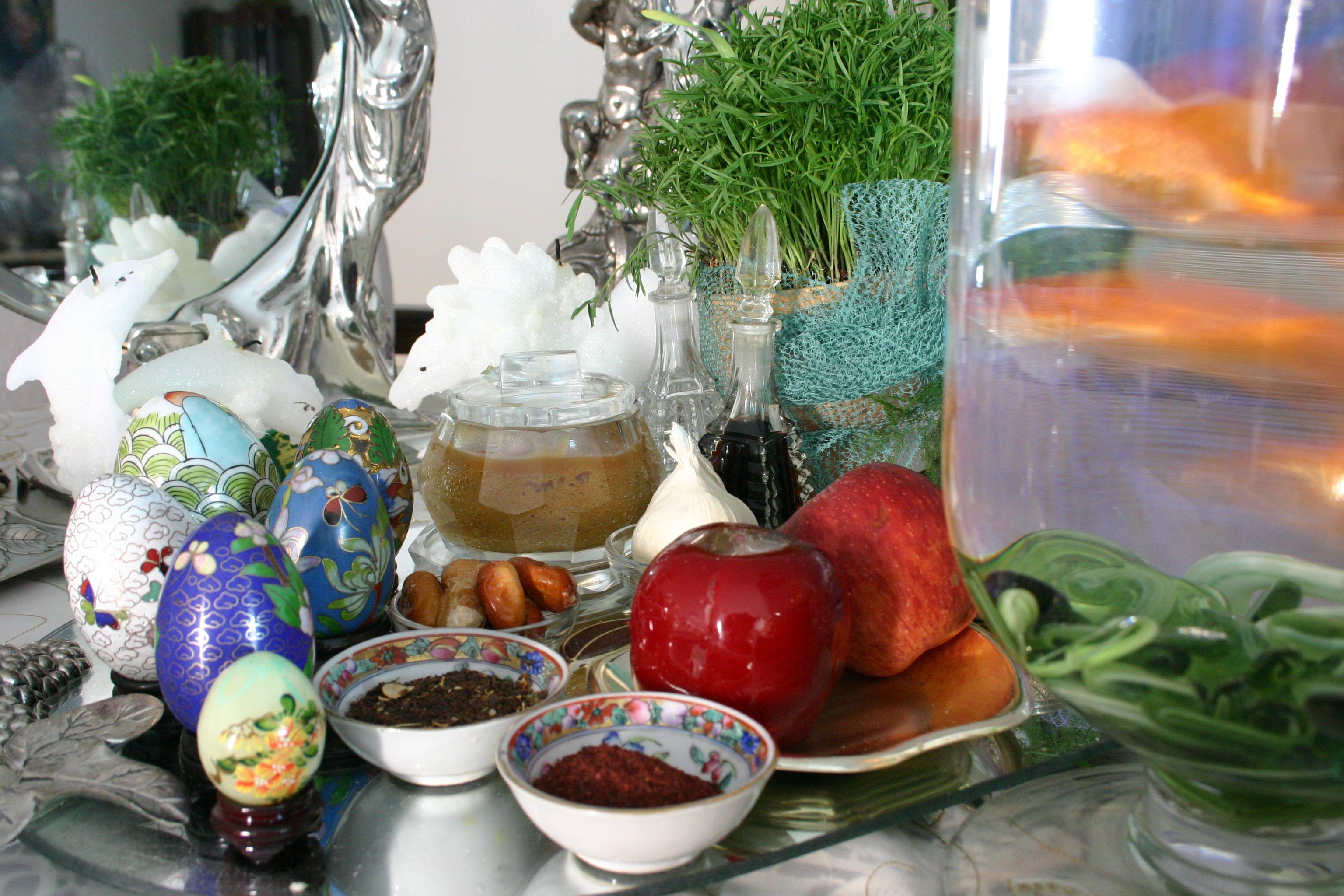
سفره هفت‌سین از سفره‌های نوروزی است که در ایران، جمهوری آذربایجان و برخی از نقاط افغانستان رایج است.

سفره‌های نوروزی یکی از آیین‌های مشترک در مراسم نوروز در بین مردمی است که نوروز را جشن می‌گیرند.
سفره نوروزی که امروزه در ایران به آن سفره هفت سین هم می‌گویند دارای دو نوع مواد هستند
- الف: اجناسی که جنبه نمادین و سمبولیک دارد. مانند سیر و سکه
- ب: مواد و اشیایی که جنبه خوراکی و پذیرایی دارند. مانند انواع آجیل‌ها و شیرینی‌های سنتی یا جدید

در بسیاری از نقاط ایران، جمهوری آذربایجان و برخی از نقاط افغانستان، سفره هفت‌سین پهن می‌شود. در این سفره، هفت چیز قرار می‌گیرد که با حرف س آغاز شده باشد؛ مثل سیر، سنجد، سمنو، سیب و… به هفت‌سینی که چیده می‌شود معانی خاصی نسبت داده‌اند؛ مثلاً سیب را نماد زیبایی و تندرستی، سنجد را نماد عشق و محبت، و سکه را رزق و روزی گفته‌اند. سفره نوروز از زمان‌های کهن بوده اما به این صورت بوده است که سفره‌ای را پهن می‌کردند و در بشقاب‌های سفالی یا فلزی، انواع آجیل‌های خشک‌شده مانند توت خشک، برگه خشک شده زردآلو و هلو و پختیک (پخته شده و خشک شده لبو) و عسل و سرشیر خشک شده، کلوچه، قطاب و نان سرموکی و… می‌گذاشتند؛ تخم مرغ رنگ‌شده از اجزای اصلی این سفره‌ها بود. در این سفره، بعضی چیزها فقط جنبه زیبایی و نمادین داشت مانند تخم مرغ و آیینه؛ ولی سایر چیزها برای خوردن و پذیرایی میهمانان بوده است و هر زمان که تمام می‌شد بلافاصله صاحبخانه ظروف را دوباره برای میهمانان جدید پر می‌کرد.

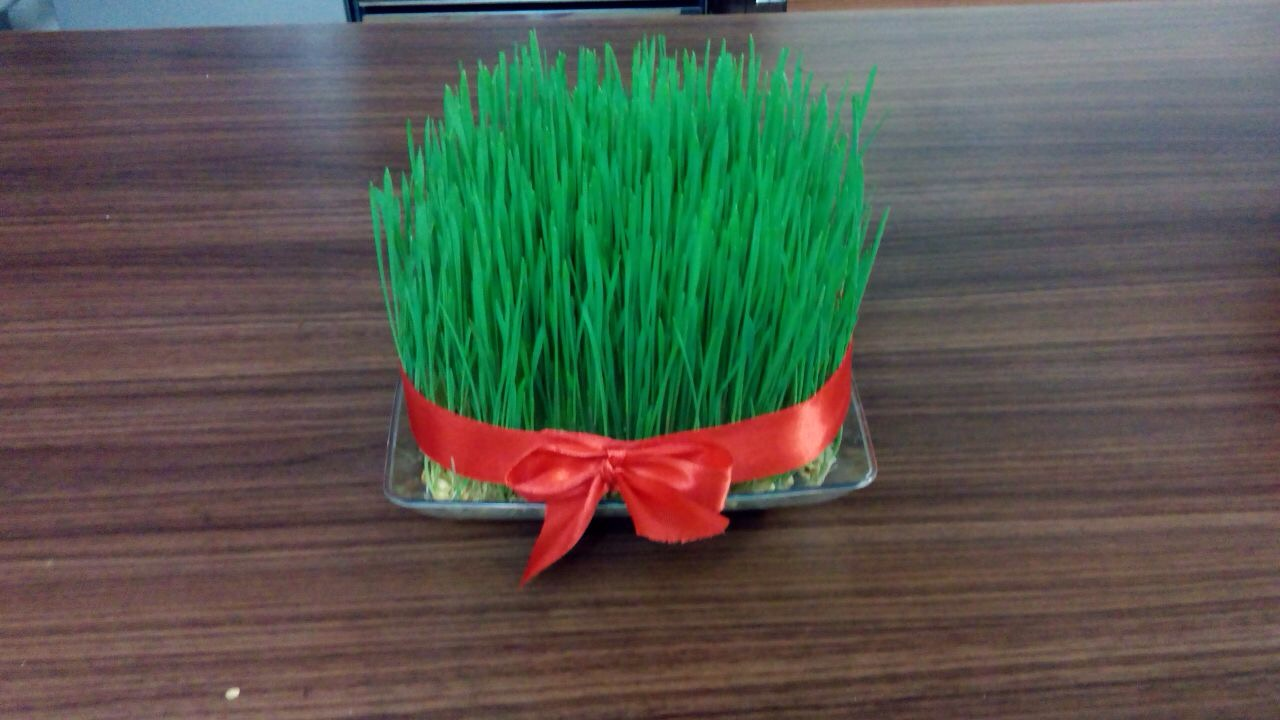
نوروز، چهارشنبه سوری و سیزده بدر

اما اینکه هفت چیز با نام سین باشد، پدیده جدیدی است و مستندات تاریخی ندارد. البته سفره نوروزی همواره دارای سمبل و نمادها بوده است اما به نظر می‌رسد گذاشتن هفت جزء آغاز شونده با حرف سین در سفرهٔ نوروزی پدیده‌ای است که روایت‌های آن بیشتر از اواخر دوره قاجار رایج شده و پیشینهٔ تاریخی ندارد و توسط رسانه‌ها فراگیر شده است. یکی از ضروریات عید نوروز لباس نو و حمام رفتن بوده است، مردان و زنان قبل از فرارسیدن نوروز به حمام‌های زنانه یا مردانه می‌رفتند و شلوغ‌ترین روزهای گرمابه‌ها، همان چند روز سال نو بود. در گرمابه‌های قدیمی که معمولاً با چوب و هیزم در (گرخانه) Gor Khaneh یا (آتش خانه) آب داخل خزانه را که بر روی دیگ‌های بزرگ قرار داشتند گرم می‌کرد، حمامی‌ها لازم بوده که یک ذخیرهٔ ویژه چوب و هیزم را برای روزهای نوروز ذخیره کنند.
- در قرون گذشته بسیاری از خانواده‌ها سالی فقط یکبار می‌توانستند پلو بخورند و آن هم شب نوروز بود. شب نوروز، همه مردم یا اکثراً پلو یا چلو خورشت می‌خوردند. از این پلو نوروزی برای فقرا، سلمانی (آرایشگر) و حمامی (مسئول آتش حمام) و برای کدخدای و روحانی (معلم سنتی) محل پیشکش می‌بردند؛ و آن‌ها با حجم زیادی از پلو روبرو بودند و ناچار بودند آن‌ها را خشک کرده و در آینده استفاده کنند.

پهن کردن سفرهٔ نوروزی در ایران آداب و رسوم خاصی دارد و روی سفره اجزای دیگری به‌ویژه آینه، شمع، و آب نیز حضور دارند. از دیگر اجزای سفرهٔ امروزی می‌شود از ماهی و تخم مرغ رنگ‌شده یاد کرد.
در کابل و شهرهای شمالی افغانستان، سفره هفت میوه متداول است. در این سفره، هفت میوه قرار می‌گیرد، از جمله؛ کشمش سبز و سرخ، چارمغز، بادام، پسته، زردآلو و سنجد. چیدن سفره‌ای مشابه با استفاده از میوه خشک شده، در بین شیعیان پاکستان هم مرسوم است.
علاوه بر این، سفره هفت شین در میان زرتشتیان، و سفره هفت میم در برخی نقاط واقع در استان فارس در ایران متداول است. در جمهوری آذربایجان، عدد هفت اهمیتی ندارد و بر روی سفره‌های نوروزی خود، آجیل قرار می‌دهند.

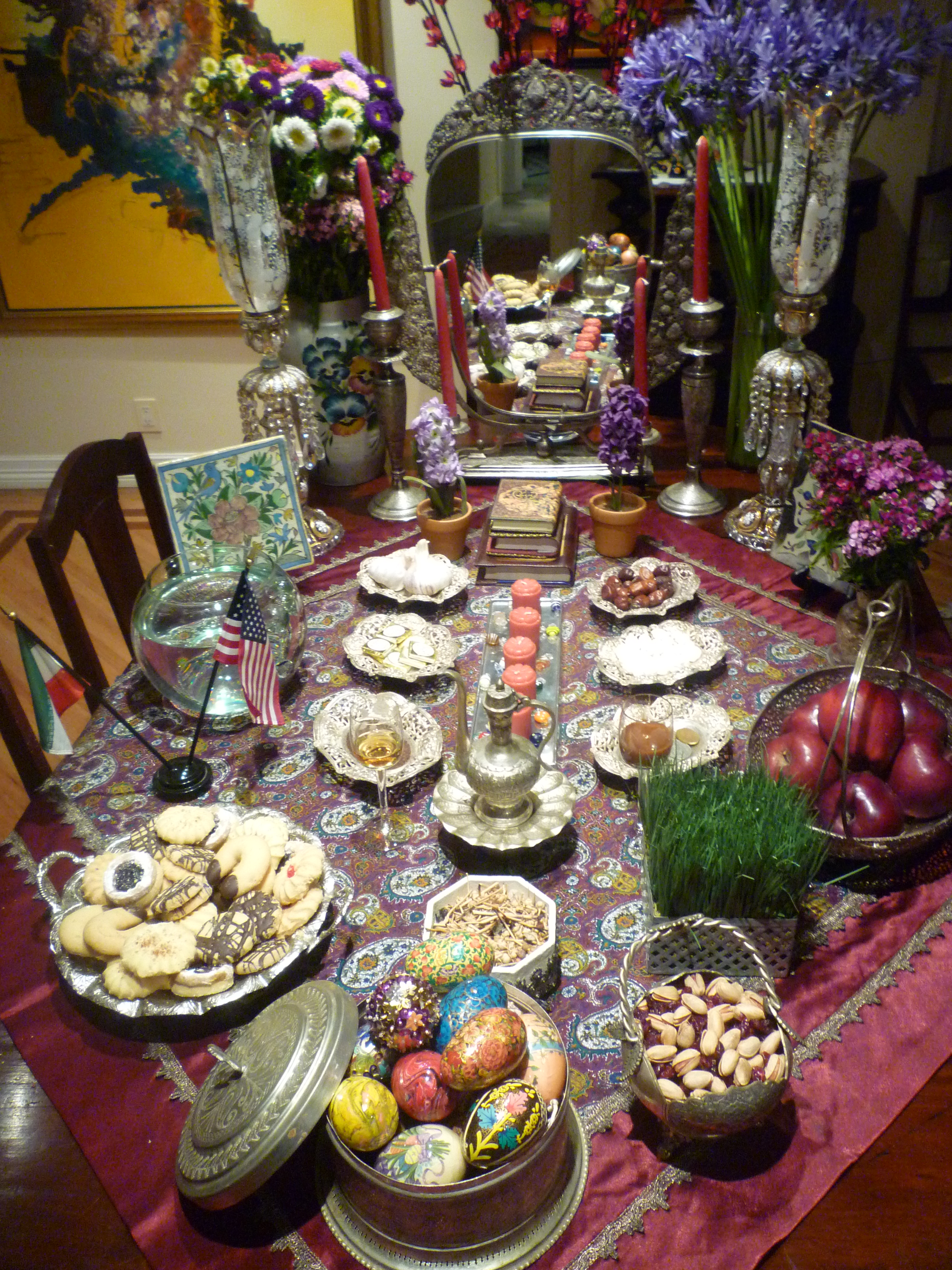
سفره هفت‌سین ایرانی
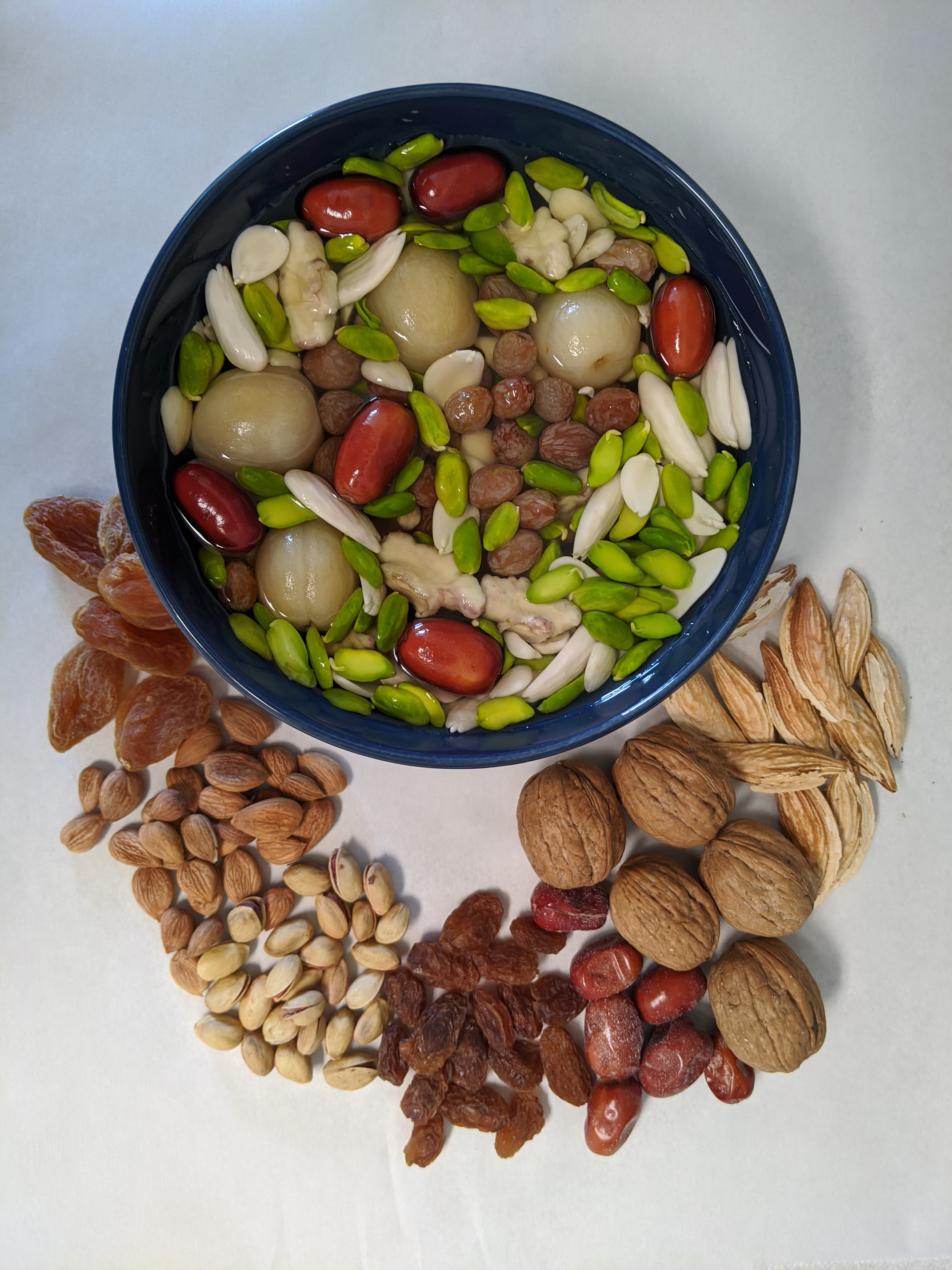
هفت میوه مرسوم در افغانستان
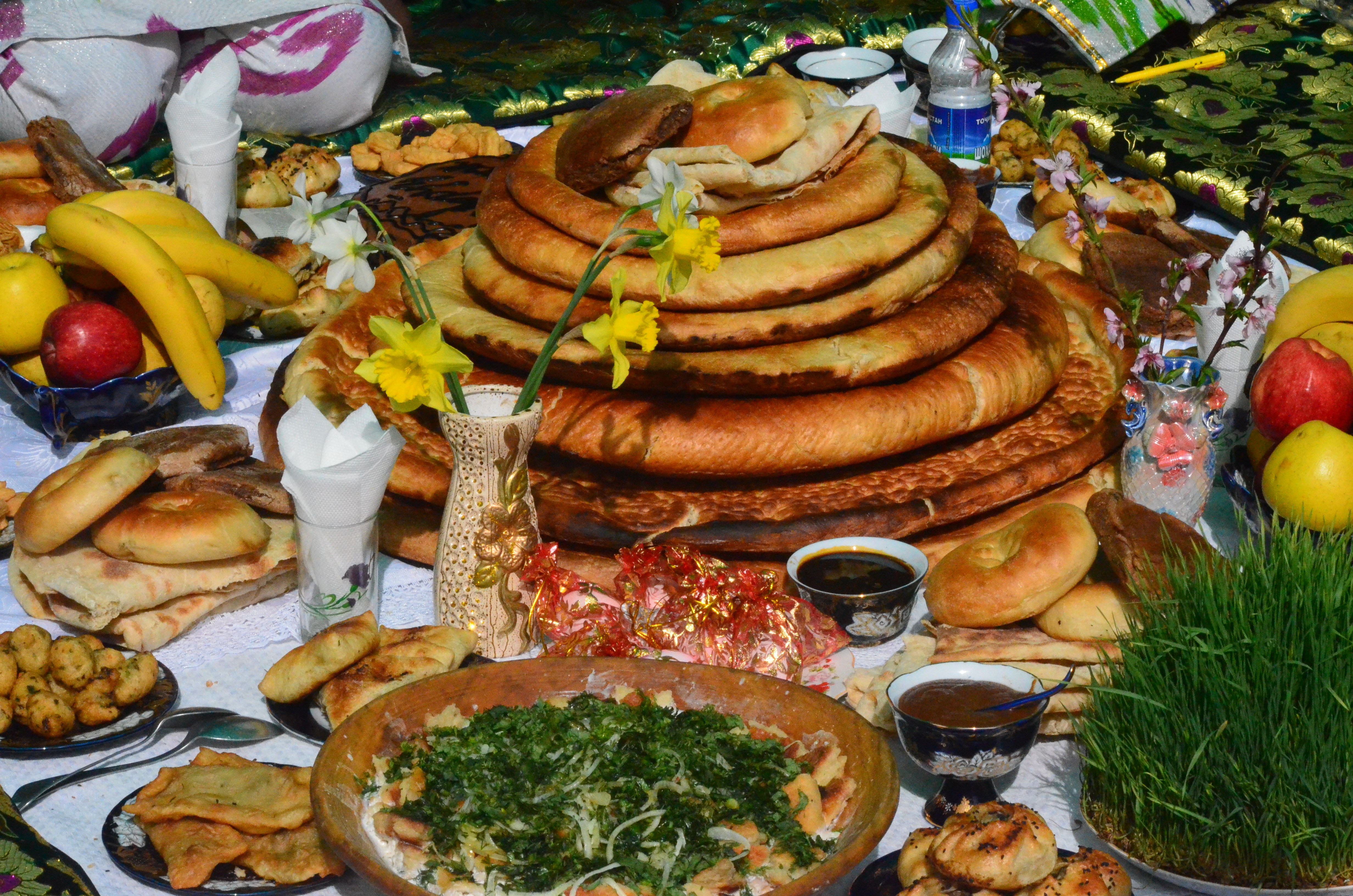
میز نوروز در پیرانشهر (کُردستان)
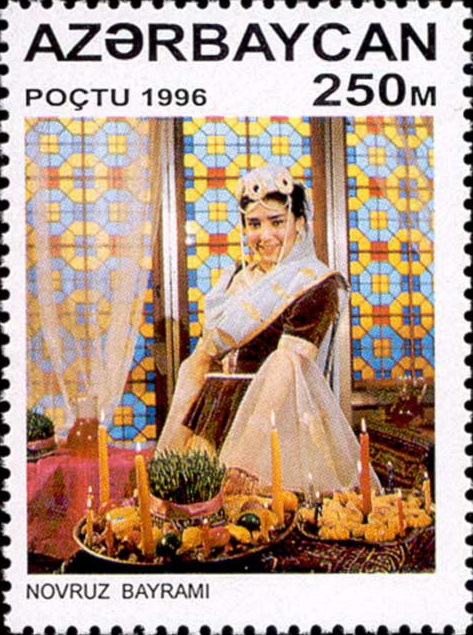
سفره هفت‌سین، در تمبر پستی جمهوری آذربایجان
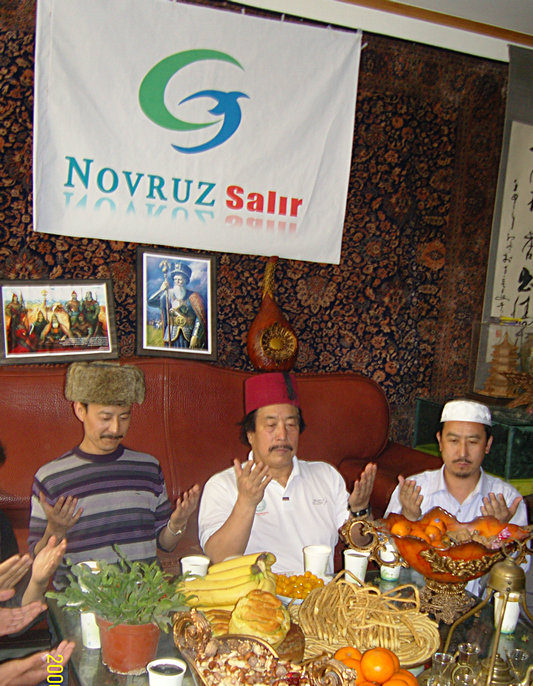
مردم سالار در مراسم نوروز، چین

### غذاهای نوروزی
یکی از متداول‌ترین غذاهایی که به مناسبت نوروز پخته می‌شود، سمنو (سمنک، سومنک، سوملک، سمنی، سمنه) است. این غذا با استفاده از جوانه گندم تهیه می‌شود. در بیشتر کشورهایی که نوروز را جشن می‌گیرند، این غذا طبخ می‌شود. در برخی از کشورها، پختن این غذا با آیین‌های خاصی همراه است. زنان و دختران در مناطق مختلف ایران، افغانستان، تاجیکستان، ترکمنستان و ازبکستان سمنو را به‌صورت دسته‌جمعی و گاه در طول شب می‌پزند و درهنگام پختن آن، سرودهای مخصوصی می‌خوانند. برای نمونه در افغانستان، در یکی از مشهورترین ترانه‌ها، این بیت به تکرار خوانده می‌شود:
| سمنک در جوش ما کفچه زنیم |  | دیگران در خواب ما دف چه زنیم |

پختن غذاهای دیگر نیز در نوروز مرسوم است. برای مثال، سبزی‌پلو با ماهی را در شب عید و شیرینی‌هایی مانند نان نخودچی تناول می‌شود؛ در افغانستان سبزی چلو با ماهی، در تاجیکستان باج، در ترکمنستان نوروزبامه، در قزاقستان اویقی آشار، و در بخارا نیز انواع سمبوسه پخته می‌شود. به‌طور کلی پختن غذاهای نوروزی در هر منطقه‌ای که نوروز جشن گرفته می‌شود، مرسوم است و هر منطقه غذاها و شیرینی‌های مخصوص به خود را دارد.

### دید و بازدید
دید و بازدید عید یا عید دیدنی یکی از سنت‌های نوروزی است که در بیشتر کشورهایی که آن را جشن می‌گیرند، متداول است. در برخی از مناطق، یاد کردن از گذشتگان و حاضر شدن بر مزار آنان در نوروز نیز رایج است.
روز نوروز با بازدید و دیدار اقوام و خویشان شروع می‌شود. این سال‌ها معمولاً در شهرهای کوچک رفتن به آرامگاه شهدا و بازدید از خانواده شهدا نیز رسم شده است.

### لباس نو و پاک نوروزی
حمام رفتن و پوشیدن پوشاک نو بخشی از ضروریات روز نوروز است که افراد حتماً بایستی با لباس نو و پاک به دیدار اقوام و دوستان می‌رفتند. جملی کارری در سفرنامه‌اش می‌نویسد:
- "ایرانیان در این روز لباس نو می‌پوشند. حتی اگر کسی پول هم نداشته باشد، مبلغی از دیگران قرض می‌کند و برای خود و بستگان و خانواده‌اش لباس و کفش نو تهیه می‌کند؛ زیرا معتقدند کسی که سال نو را با لباس کهنه آغاز کند، از خوشی‌های تازه سال جدید بی‌بهره خواهد ماند. از دیگر مراسم عید نوروز، یکی هم آماده کردن انواع غذاهای لذیذ در خانه‌ها و پذیرایی گرم از دوستان و آشنایان است.»

در قدیم معمولاً لباس قومی و ملی هر منطقه‌ای در ایران متفاوت بود. به‌خصوص هر قبیله و ایل ممکن بود نوع کلاهی که بر سر می‌گذاشتند متفاوت باشد و در نوروز لباس قومی معمول بوده است در بیشتر مناطق ایران یک شنل به شکل عبا مردها بر دوش می‌انداخته‌اند امروزه رئیس‌جمهور افغانستان از این شنل برای اعیاد رسمی استفاده می‌کند. از دوره رضا شاه پوشش‌های متفاوت قومی که بعضاً نشانه‌هایی از تفاخر همراه داشت برچیده شد و لباس سراسری ایران استاندارد کت و شلوار و کلاه فرنگی رسمیت یافت.

### گردشگری
در ایران تعطیلات نوروزی معمولاً با حجم بالایی از سفرهای گردشگری همراه است. آمار این سفرها در طول سال‌های اخیر رو به رشد بوده است.

### مسابقات ورزشی
برگزاری مسابقات ورزشی عمومی در معابر شهری و روستایی، یکی دیگر از آیین‌هایی است که در برخی از کشورها به مناسبت نوروز برگزار می‌شود. در ترکمنستان، مردان و زنان ترکمن، بازیها و سرگرمی‌های ویژه‌ای از جمله سوارکاری، کشتی، پرش برای گرفتن دستمال از بلندی و شطرنج برگزار می‌کنند. برپایی جنگ خروس و شاخ‌زنی قوچ‌ها از دیگر مراسمی است که در ترکمنستان برگزار می‌شود.
در استان‌های شمالی افغانستان نیز مسابقات بزکشی به مناسبت‌های مختلف از جمله نوروز برگزار می‌شود.

### طبیعت‌گردی
مردم ایران در روز ۱۳ فروردین، به مکان‌های طبیعی مانند پارک‌ها، باغ‌ها، جنگل‌ها و مناطق خارج از شهر می‌روند. این مراسم سیزده‌به‌در نام دارد. از کارهای رایج در این جشن، گره زدن سبزه است. مراسم سیزده‌به‌در در مناطق غربی افغانستان، ازجمله شهر هرات نیز برگزار می‌شود. با وجود این که روز سیزدهم فروردین در کشور افغانستان جزو تعطیلات رسمی نیست، اما مردم این مناطق برای گردش در طبیعت، عملاً کسب و کار خود را تعطیل می‌کنند. مردم این منطقه، همچنین اولین چهارشنبه سال را نیز با گردش در طبیعت سپری می‌کنند.
علاوه بر این، ساکنان کابل، در طول دو هفته اول سال جدید، برای گردش به همراه خانواده به مناطقی که در آن‌ها گل ارغوان می‌روید، می‌روند.
یکی دیگر از آیین‌های نوروز که در آسیای میانه و کشور تاجیکستان مرسوم است، مراسم گل‌گردانی و بلبل‌خوانی است. گل گردان‌ها از دره و تپه و دامنهٔ کوه‌ها، گل چیده و اهل دهستان خود را از پایان یافتن زمستان و فرارسیدن عروس سال و آغاز کشت و کار بهاری و آمدن نوروز مژده می‌دهند.

### نوروزخوانی
نوروز خوانی یا بهار خوانی یا نوروزی، گونه‌ای از آواز خوانی است که در گذشته در ایران رواج داشته است. در حال حاضر رواج این گونه آواز خوانی بیشتر در استان‌های مازندران و گیلان است.
در نوروز خوانی، افرادی که به آن‌ها نوروز خوان گفته می‌شود، پیش از آغاز فصل بهار، به صورت دوره‌گردی به شهرها و روستاهای مختلف می‌روند و اشعاری در مدح بهار یا با ذکر مفاهیم مذهبی به صورت بداهه یا از روی حافظه می‌خوانند. این اشعار بیشتر به زبان‌های طبری و زبان گیلکی می‌باشد. این اشعار بیشتر به صورت ترجیع‌بند بوده و توسط یک یا چند شخص، به صورت هم‌زمان خوانده می‌شود.

## نوروز در آثار هنرمندان

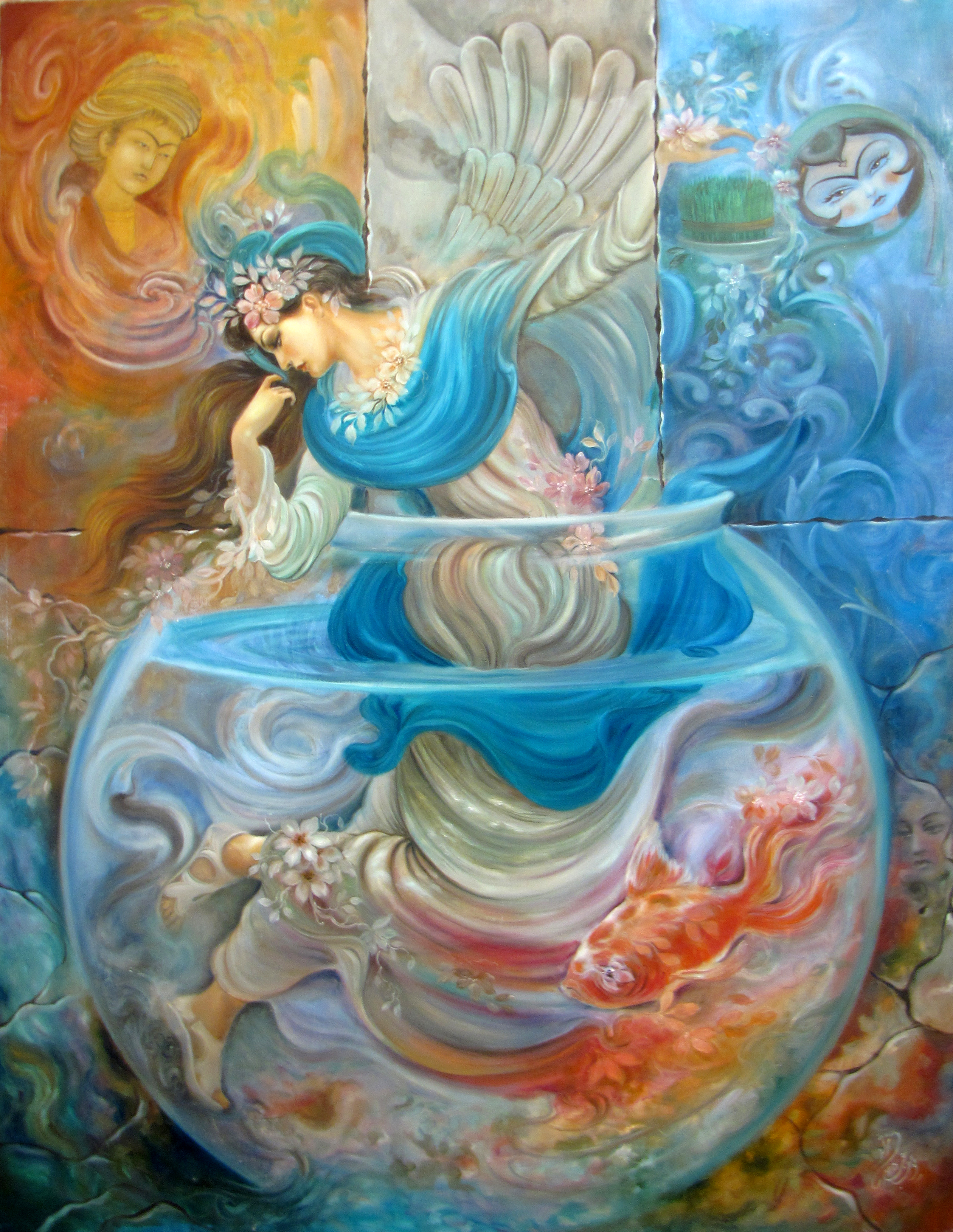
تابلو نقاشی نوروز اثر یوسف عبدی نژاد

بسیاری از هنرمندان حوزه نوروز با دستمایه قراردادن موضوع نوروز اقدام به خلق آثاری در این زمینه نموده‌اند.

## نوروز در اشعار فارسی
حکیم ابوالقاسم فردوسی:
| چو خورشید تابان میان هوا  |  | نشسته بر او شاه فرمانروا     |
| جهان انجمن شد بر تخت او   |  | شگفتی فرو مانده از بخت او    |
| به جمشید بر گوهر افشاندند |  | مران روز را «روز نو» خواندند |
| سر سال نو هرمز فرودین     |  | بر آسوده از رنج روی زمین     |

در جایی دیگر:
| به چندین فروغ و به چندین چراغ |  | بیاراسته چون به نوروز باغ |

در جایی دیگر 
| نگه دارد این فال جشن سده |  | همان فر نوروز و آتشکده |

خاقانی می‌گوید:
| نوروز جهان پرور مانده ز دهاقین |  | دهقان جهان دیده‌اش پرورده ببر بر |
| نوروز بزرگ آمد آرایش عالم      |  | میراث به نزدیک ملوک عجم از جم.  |

سعدی:
| برآمد باد صبح و بوی نوروز    |  | به کام دوستان و بخت پیروز     |
| مبارک بادت این سال و همه سال |  | همایون بادت این روز و همه روز |

عطار:
| جهان از باد نوروزی جوان شد |  | زهی زیبا که این ساعت جهان شد |

خیام:
| بر چهره گل نسیم نوروز خوش است |  | در صحن چمن روی دل‌افروز خوش است |

در جایی دیگر
| چون لاله به نوروز قدح گیر به دست |  | با لاله رخی اگر تو را فرصت هست |

حافظ در غزلی گفته:
| ابر آذاری برآمد باد نوروزی وزید |  | وجه می می‌خواهم و مطرب که می‌گوید رسید |

حافظ در غزلی دیگر:
| ز کوی یار می‌آید نسیم باد نوروزی |  | از این باد ار مدد خواهی چراغ دل برافروزی |

مولوی:
| نوروز رخت دیدم و خوش اشک بباریدم |  | نوروز و چنین باران باریده مبارک باد |

همچنین:
| نوروز و نوبهار و حمل می‌زند صلا |  | هرگز ندیده چشم جهان این چنین بهار |

نظامی:
| شکفته چون گل نوروز و نو رنگ |  | به نوروز این غزل درساخت با چنگ |

در جایی دیگر:
| به نوروز بنشست و می نوش کرد |  | سرود سرایندگان گوش کرد |

در بزم اسکندر با نوشابه:
| به جشن فریدون و نوروز جم |  | که شادی سترد از جهان نام غم |

خواجوی کرمانی:
| خیمه نوروز بر صحرا زدند |  | چارطاق لعل بر خضرا زدند |

منوچهری:
| آمد نوروز هم از بامداد |  | آمدنش فرخ و فرخنده باد |

سنایی:
| به باغ صبح در هنگام نوروز |  | صبایی کرد و بر گلبن نظر کن |

پروین اعتصامی:
| همرهی طالع فیروز بین |  | دولت جان پرور نوروز بین |

شهریار:
| چون به نوروز کَنَد پیرهن از سبزه و گل |  | آن نگارین همه رنگ و همه بو می‌بینم |

## منتقدان و مخالفان نوروز
نویسندگان و نظریه پردازانی، به خصوص در میان مسلمانان، نیز بوده‌اند که نوروز را آیینی ناپسند و مذموم می‌دانستند. برخی روحانیون، پس از انقلاب ۱۳۵۷، سعی در زدودن نوروز از تقویم ایران کردند. ابوالقاسم خزعلی نیز گفت: «امیدوارم عید غدیر جای نوروز را بگیرد». پیشتر از این نیز ابوحامد محمد غزالی در کیمیای سعادت نوشته بود: «... اظهار شعار گبران حرام است بلکه نوروز و سده باید مندرس شود و کسی نام آن نبرد…».
در دوران معاصر نیز، برخی از مسئولان جمهوری اسلامی ایران، تلاش در مذهبی کردن نوروز کرده‌اند. به‌طور نمونه محمود احمدی‌نژاد، رئیس‌جمهور پیشین ایران می‌گوید: «نوروز روز آماده شدن برای تحقق حاکمیت الهی بر جهان است. همه ما باید نوروز را با همه خوبی‌هایش و پیام‌هایش که خلاصه در یک پیام است و آن پیام انتظار و استقبال از بهار بشریت و خرمی دوران، یعنی حاکمیت آخرین ولی خدا، منجی موعود است را گرامی بداریم.»
حسن روحانی رئیس‌جمهور ایران، در پیامک تبریک سال ۱۳۹۸ نوروز را نوروز علوی خواند،
متن پیام به این صورت بود:
«نوروز علوی بر شما مبارک باد. امیدوارم سال جدید، سال عبور از شرایط سخت فعلی در سایه امید و تلاش بیشتر باشد.
حسن روحانی رئیس‌جمهور»

### تلاش‌ها برای زدودن نوروز در افغانستان
حضور طالبان، میراث فرهنگی مشترک ایران و افغانستان از جمله زبان و ادبیات فارسی، آیین‌هایی چون نوروز، آثار باستانی و… را به‌شدت تهدید می‌کند.
در دوره اول حکومت طالبان در دهه هفتاد شمسی، این گروه برگزاری هر نوع جشن نوروزی را تقلید از ایرانیان و بدعت و حرام اعلام کردند.
طالبان با برگزار کنندگان آن به شدت برخورد کرده و حتی تقویم شمسی را به تقویم قمری تغییر داد هر چند که در همان ایام نیز شماری از مردم، جشن نوروز را علی‌رغم مخالفت طالبان در مناطق مختلف (عمدتا در مناطق غیر پشتون)، از جمله مزار شریف و کابل برگزار کردند. حتی در مناطق مرکزی (عمدتا شیعه نشین) برگزاری جشن نوروز با براه افتادن کاروان جشن نوروز بنام «کمپیرک» به نحوی مخالفت علنی با حکومت سختگیرانه طالبان شمرده می‌شد.
ستیز با نوروز در سالهای متمادی با افزایش افراط گرایی و تفسیرهای سختگیرانه از اسلام همگام بوده است. نوروزستیزی ارتباط مستقیم با "اوج‌گیری جریان‌های سلفیت و وهابیت در حوزه تجلیل از این روز دارد. جریان نوروزستیزی افراطی در فرهنگ مردم افغانستان ریشه نداشته، بلکه از خاستگاه سلفیت یعنی سرزمین حجاز به افغانستان سرایت کرده است.

## نگارخانه

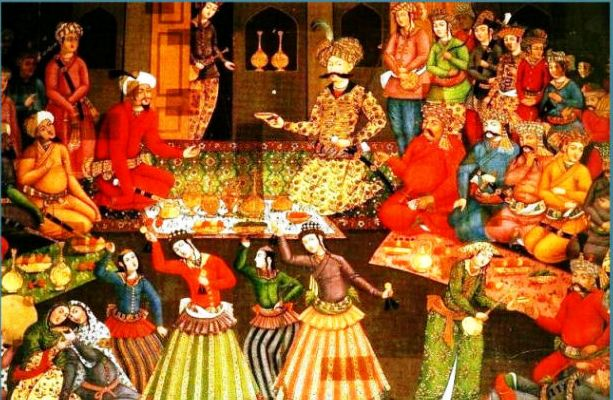
تصویری قدیمی از جشن نوروز. شاه عباس
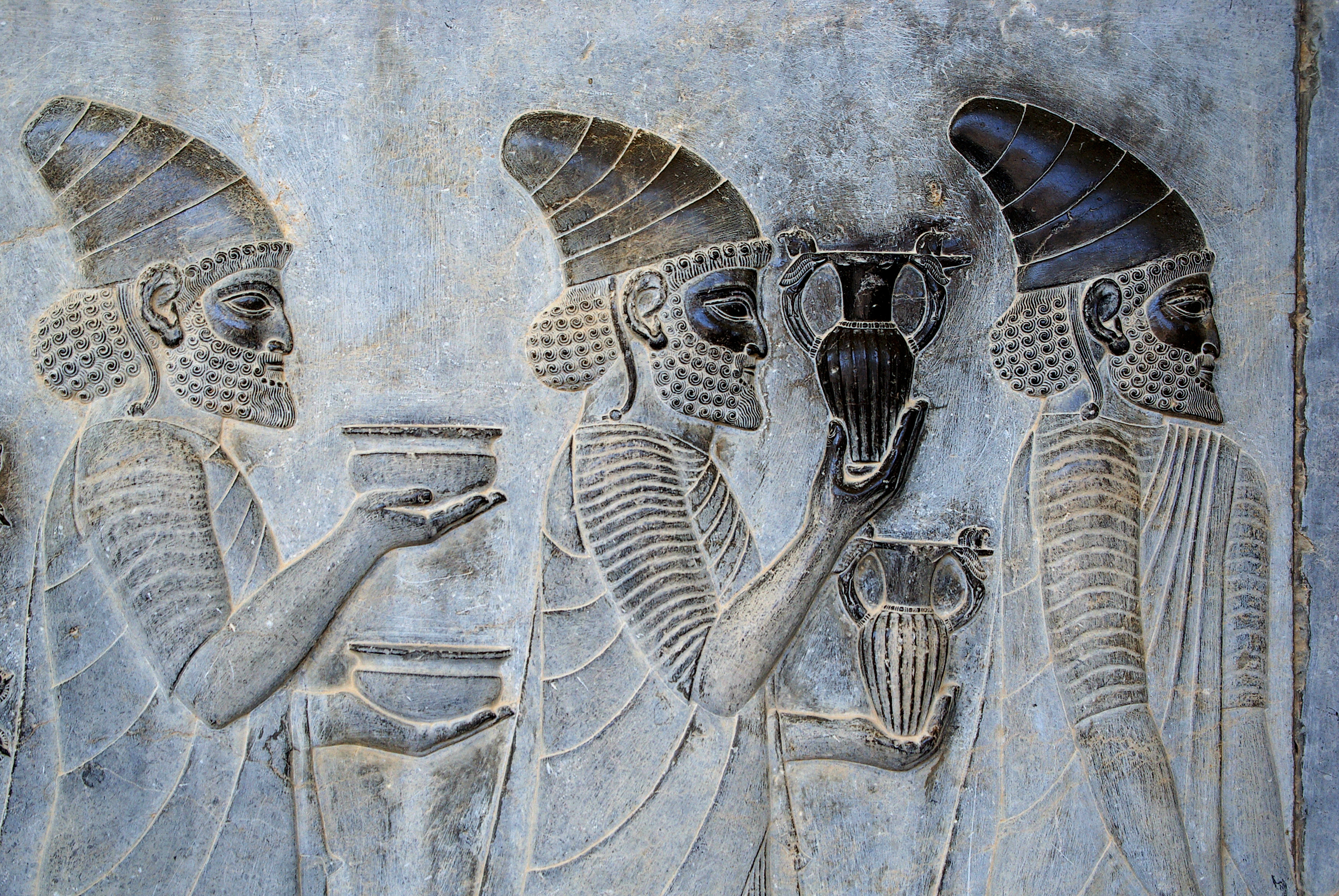
یکی از نمادهای نوروزی در تخت جمشید
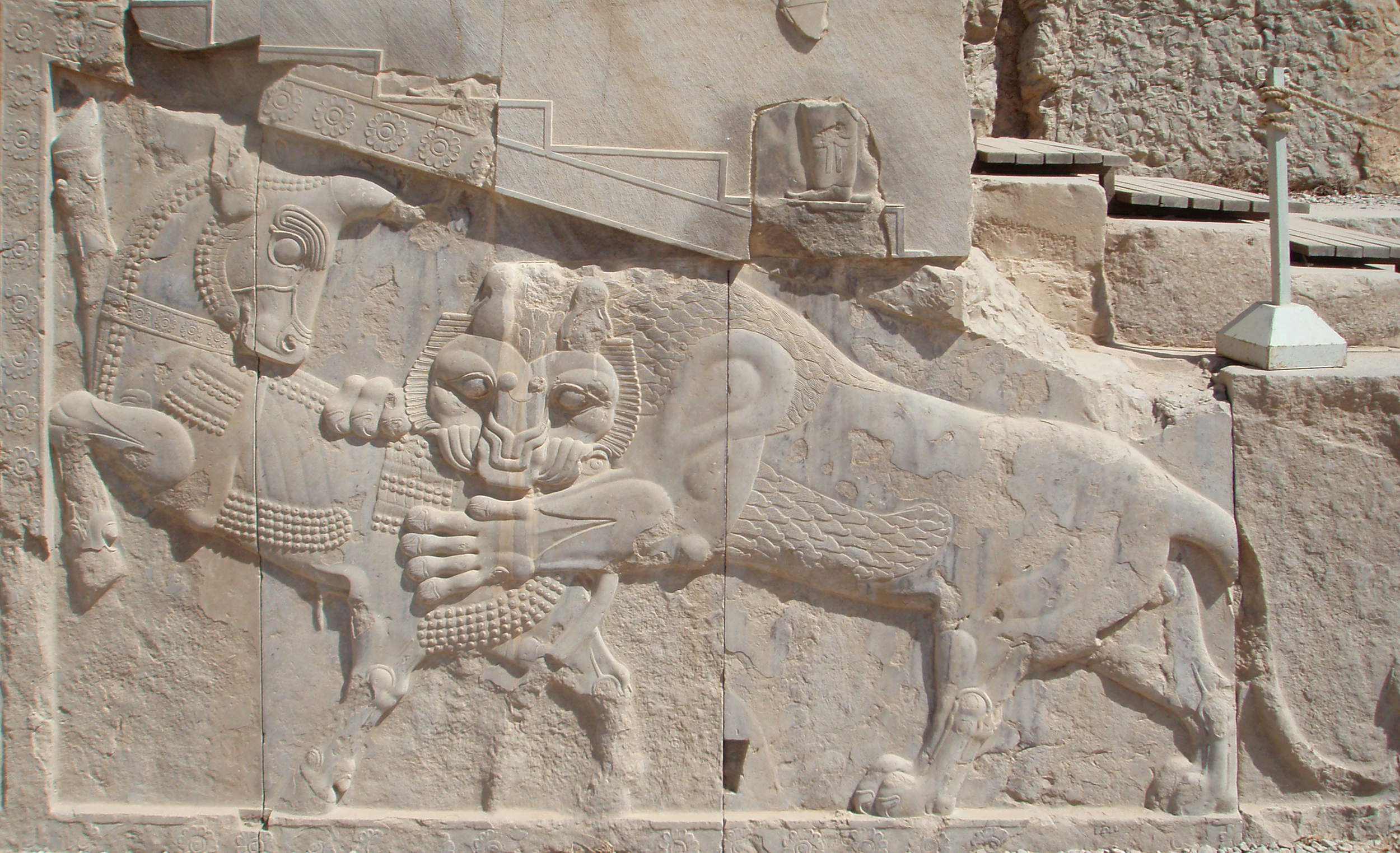
نمادهای نوروزی
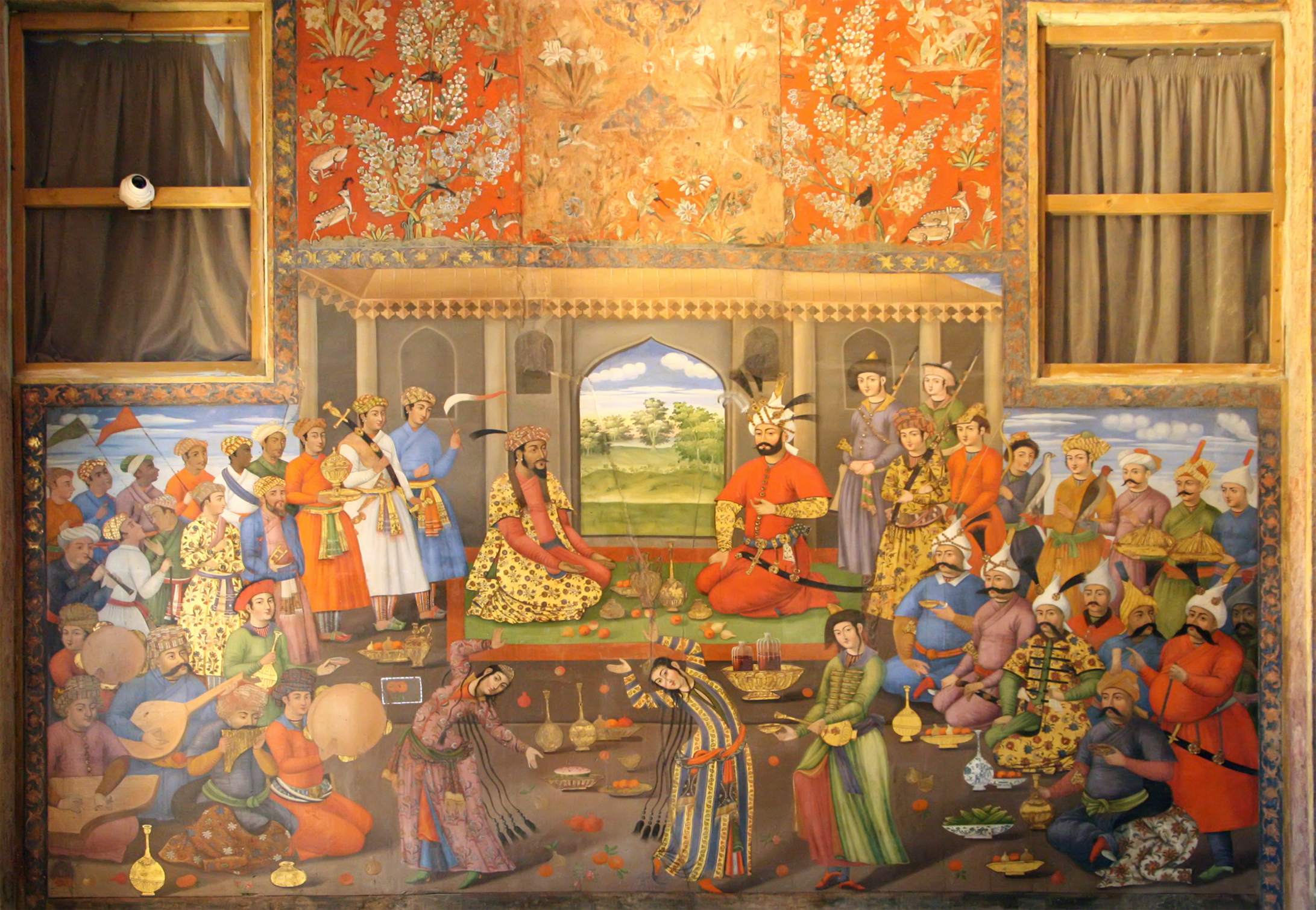
جشن نوروز دربار صفوی
نوروز۱۳۹۹ در کنار سردر باغ ملی
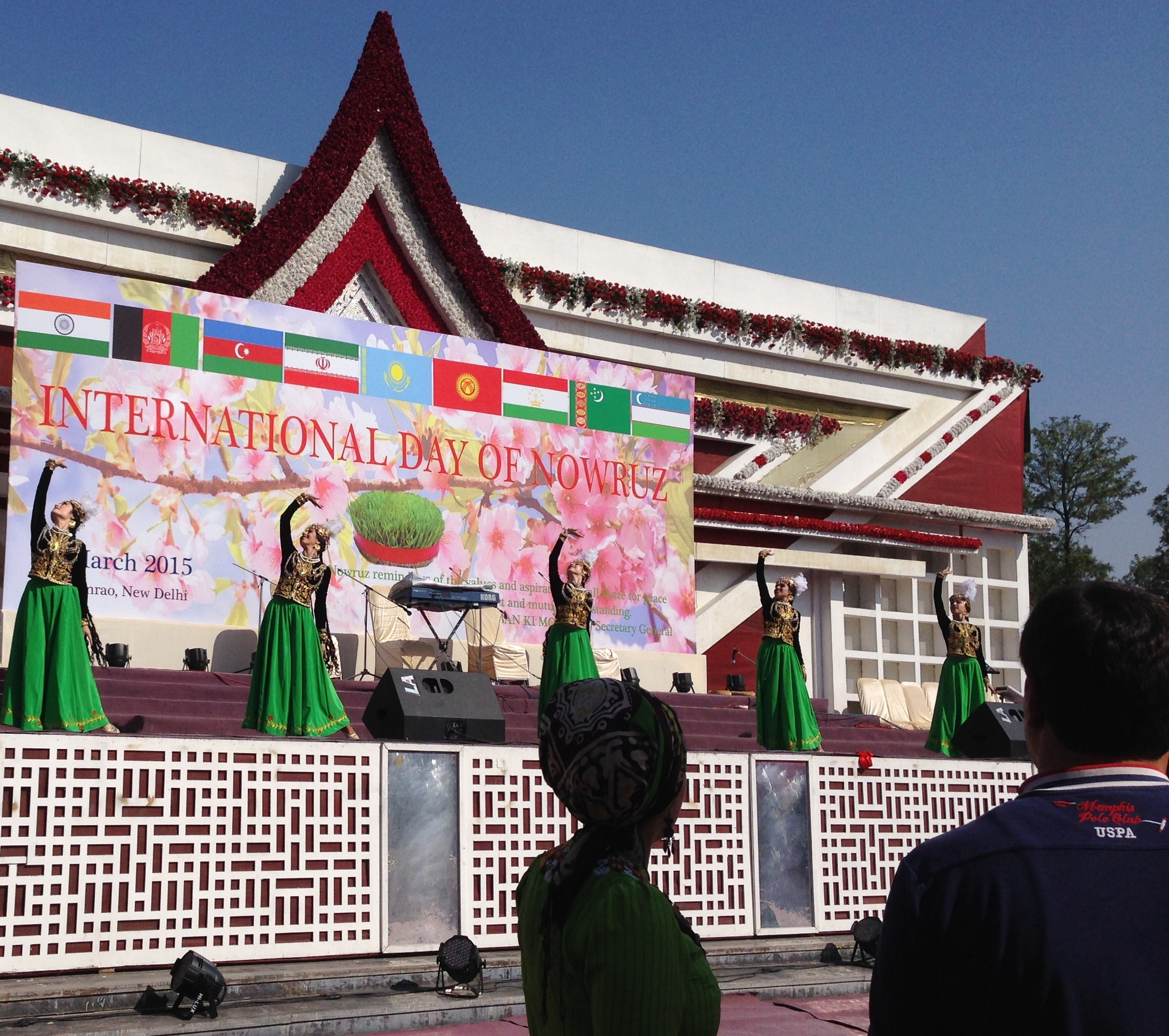
مراسم نوروز برای اولین بار در دهلی ۲۰۱۵
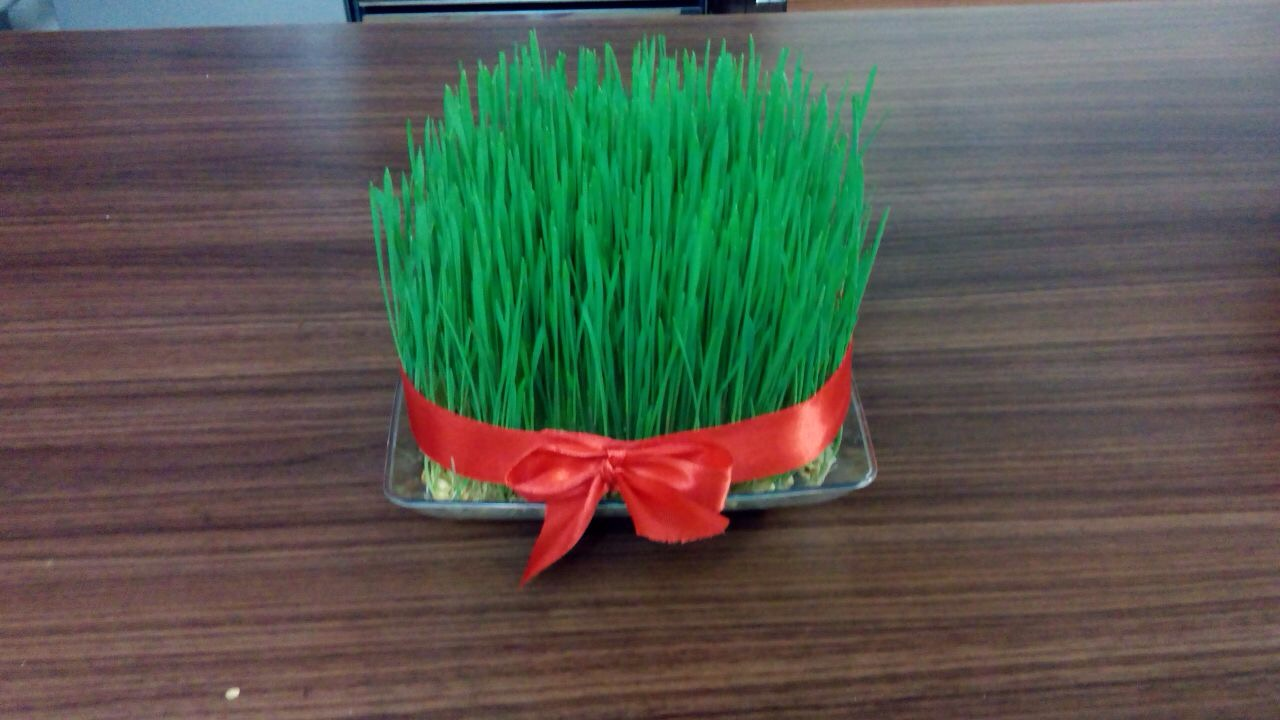
سبزه از نمادهای نوروزی
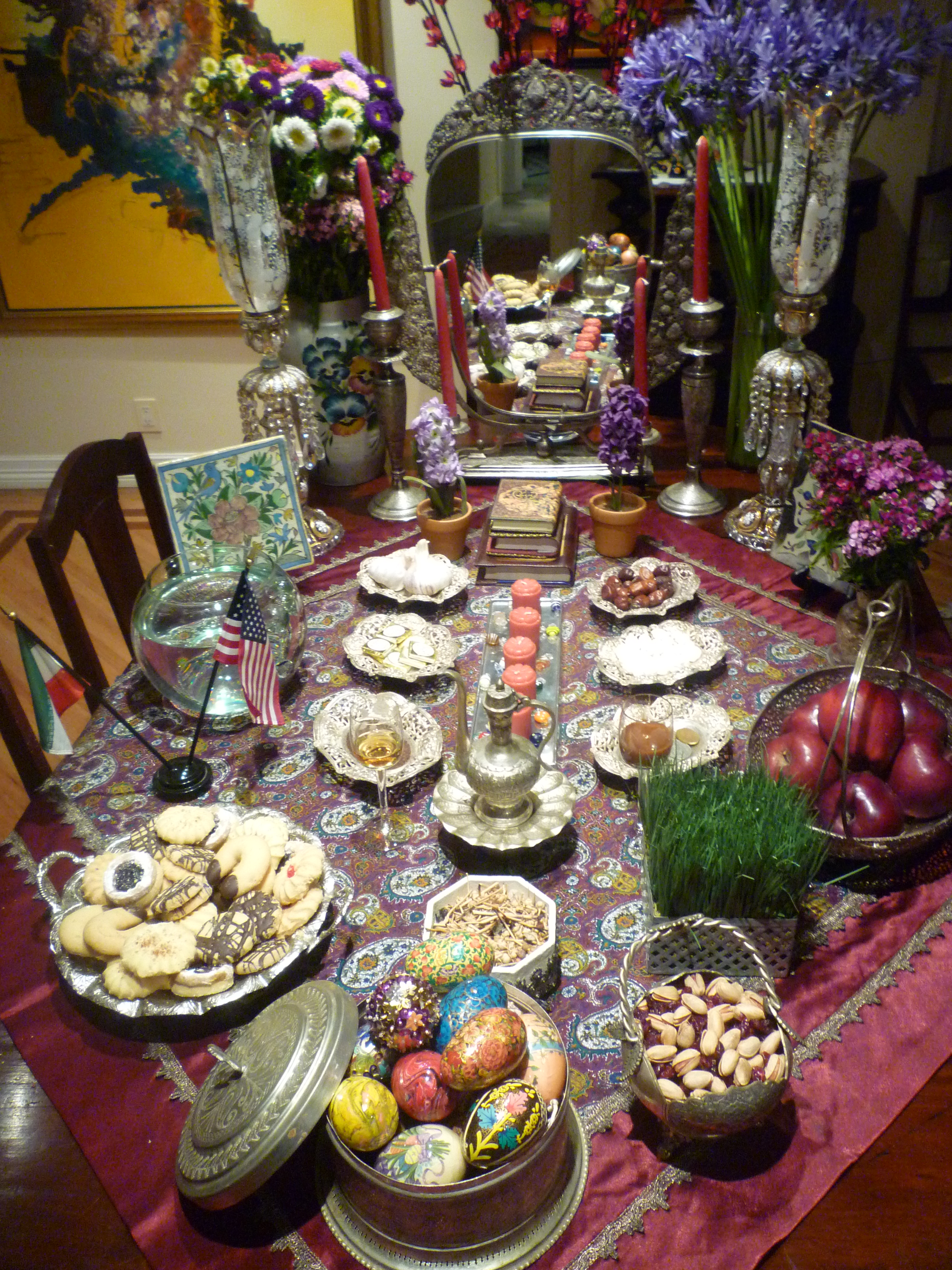
سفره نوروزی
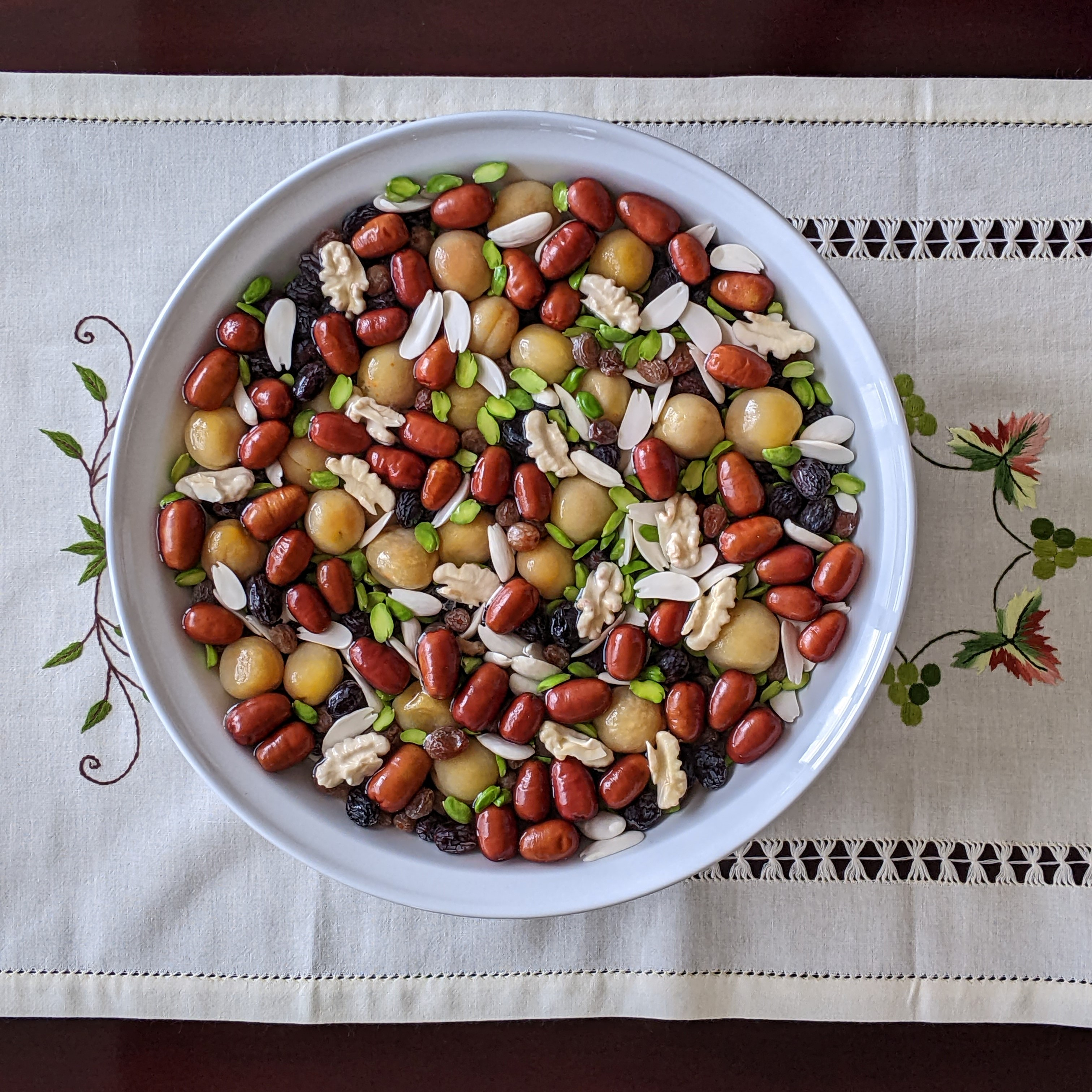
هفت میوه، خوشاب که از هفت نوع میوه تهیه می‌گردد
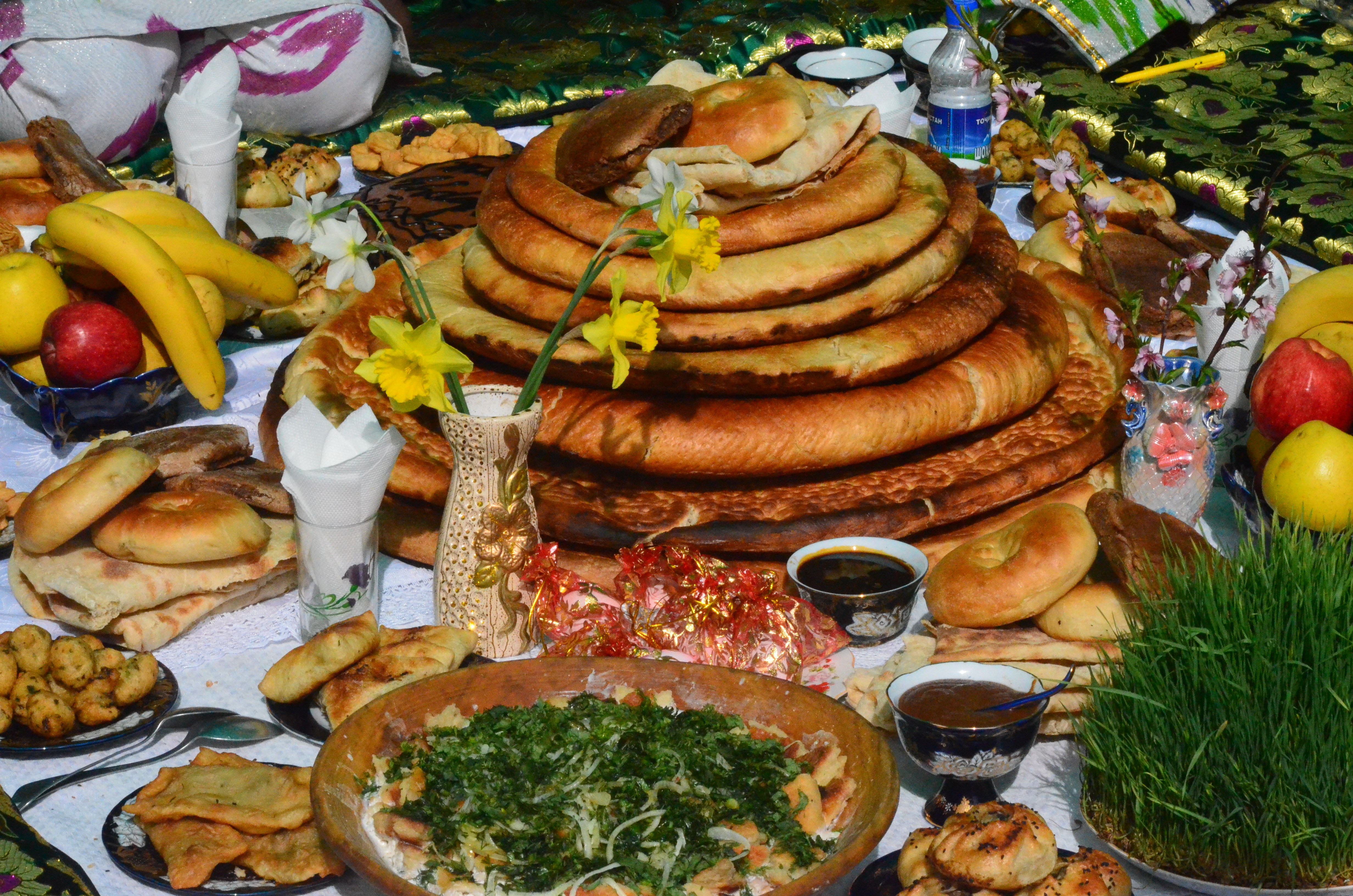
سفره نوروزی با نان قطاب و نان کعک شیرینی
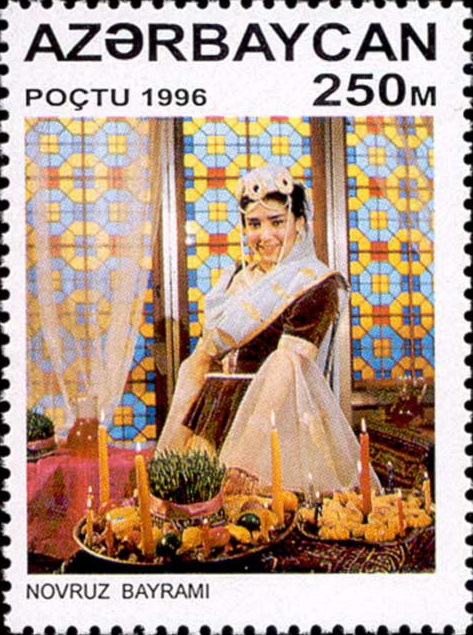
تمبر نوروزی در آذربایجان
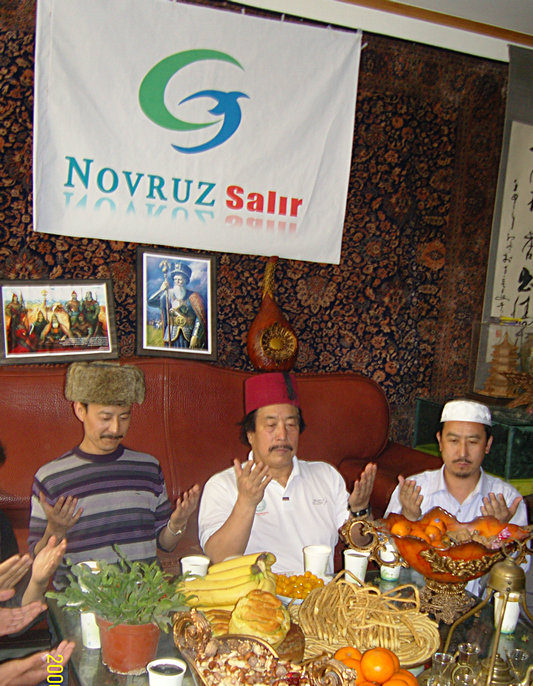
میر نوروزی در چین